# Sự kiện 11 tháng 9
Sự kiện 11 tháng 9, còn được gọi là vụ khủng bố ngày 11 tháng 9, cuộc tấn công ngày 11 tháng 9 hay đơn giản là 11/9 (tiếng Anh: September 11 attacks; ở Hoa Kỳ thường được gọi là 9/11), là một loạt bốn cuộc tấn công khủng bố có sự tham gia của nhóm khủng bố Hồi giáo Al-Qaeda nhằm chống lại Hoa Kỳ diễn ra vào sáng Thứ Ba, ngày 11 tháng 9 năm 2001.
Sáng thứ Ba ngày 11 tháng 9 năm 2001, bốn máy bay thương mại từ Đông Bắc Hoa Kỳ được lên kế hoạch hạ cánh xuống California. Khi những chiếc máy bay này đang trong lộ trình bay, chúng đã bị cướp bởi 19 tên khủng bố al-Qaeda. Hai trong số đó, Chuyến bay 11 của American Airlines và Chuyến bay 175 của United Airlines, lần lượt đâm vào Tháp Bắc và Nam của khu phức hợp Trung tâm Thương mại Thế giới ở Hạ Manhattan. Trong vòng 1 giờ 42 phút, cả hai tòa tháp 110 tầng đều bị sụp đổ. Sự sụp đổ của Trung tâm Thương mại Thế giới đã dẫn đến sự phá hủy của cấu trúc các tòa nhà khác trong khu phức hợp, đặc biệt là Trung tâm Thương mại Thế giới số 7 và làm hư hại đáng kể những tòa nhà xung quanh. Chuyến bay thứ ba, Chuyến bay 77 của American Airlines, khởi hành từ Sân bay Quốc tế Dulles đã bị cướp khi bay qua Nam Ohio. Lúc 9:37 sáng, Chuyến bay 77 đã đâm vào phía tây Lầu Năm Góc ở quận Arlington, Virginia, khiến mặt tây sụp đổ một phần. Chuyến bay thứ tư và cũng là cuối cùng, Chuyến bay 93 của United Airlines, ban đầu bay về hướng Washington, D.C., nhưng đã bị rơi xuống một cánh đồng ở Xã Stonycreek, Pennsylvania, gần Shanksville lúc 10:03 sáng, sau cuộc giằng co giữa hành khách và không tặc. Các nhà điều tra xác định rằng mục tiêu của chuyến bay đó là Điện Capitol hoặc Nhà Trắng.
Ngay sau khi các cuộc tấn công xảy ra, mọi mối nghi ngờ nhanh chóng đổ dồn về phía Al-Qaeda. Hoa Kỳ chính thức đáp trả bằng việc phát động Cuộc chiến chống khủng bố và đưa quân vào Afghanistan nhằm hạ bệ Taliban, vốn không tuân theo yêu cầu của Mỹ về việc trục xuất Al-Qaeda ra khỏi Afghanistan và bao che thủ lĩnh Osama bin Laden. Nhiều quốc gia đã tăng cường ban hành các pháp lệnh chống khủng bố, mở rộng quyền hạn của những cơ quan thực thi pháp luật và cơ quan tình báo để ngăn chặn các cuộc tấn công khủng bố. Mặc dù ban đầu bin Laden phủ nhận bất kỳ sự liên quan nào, nhưng vào năm 2004, ông chính thức thừa nhận trách nhiệm về vụ tấn công. Al-Qaeda và bin Laden cho rằng sự ủng hộ của Hoa Kỳ đối với Israel, sự hiện diện của quân đội Hoa Kỳ ở Ả Rập Xê-út và các biện pháp trừng phạt nhằm vào Iraq là nguyên do chính. Sau khi sống ẩn dật trong gần một thập kỷ, bin Laden bị giết trong một cuộc đột kích của quân đội Mỹ ở Pakistan vào năm 2011.
Việc Trung tâm Thương mại Thế giới và cơ sở hạ tầng lân cận bị phá hủy đã làm tổn thất nghiêm trọng đến nền kinh tế của thành phố New York và gây ra một cuộc suy thoái kinh tế toàn cầu. Không phận dân sự của Hoa Kỳ và Canada đã phải đóng cửa cho đến ngày 13 tháng 9, trong khi phiên giao dịch trên Phố Wall bị ngừng trệ cho đến ngày 17 tháng 9. Nhiều nơi đóng cửa, sơ tán và hủy biểu diễn ra sau đó nhằm bày tỏ sự thương tiếc hoặc lo ngại về các cuộc tấn công tiếp theo. Việc dọn dẹp khu vực Trung tâm Thương mại Thế giới được hoàn thành vào tháng 5 năm 2002 và Lầu Năm Góc đã được sửa chữa lại trong vòng một năm. Các cuộc tấn công đã khiến 2.977 người thiệt mạng, hơn 25.000 người bị thương và hậu quả sức khỏe kéo dài, cùng với thiệt hại về cơ sở hạ tầng và tài sản ít nhất 10 tỷ USD. Đây vẫn là vụ tấn công khủng bố đẫm máu nhất trong lịch sử nhân loại và là vụ việc gây chết chóc nhất đối với lính cứu hỏa và nhân viên thực thi pháp luật trong lịch sử Hoa Kỳ, lần lượt 343 và 72 người thiệt mạng. Việc xây dựng Trung tâm Thương mại Thế giới số Một mới bắt đầu vào tháng 11 năm 2006 và tòa nhà mở cửa vào tháng 11 năm 2014. Nhiều đài tưởng niệm đã được xây dựng, bao gồm Đài tưởng niệm & Bảo tàng Quốc gia ngày 11 tháng 9 ở Thành phố New York, Đài tưởng niệm Lầu Năm Góc ở Quận Arlington, Virginia và Đài tưởng niệm Quốc gia Chuyến bay 93 tại hiện trường vụ tai nạn ở Pennsylvania.

## Bối cảnh

### Al Qaeda
Nguồn gốc của Al-Qaeda có thể được bắt nguồn từ năm 1979 khi Liên Xô xâm chiếm Afghanistan. Osama bin Laden đã tới Afghanistan và lãnh đạo các nhóm vũ trang người Ả Rập mujahideen để chống lại chính quyền cộng sản Afghanistan và Liên Xô. Dưới sự hướng dẫn của Ayman al-Zawahiri, bin Laden trở nên cấp tiến hơn. Năm 1996, bin Laden đã đưa ra fatwā đầu tiên của mình, kêu gọi lính Mỹ rút khỏi Ả Rập Saudi.
Trong một fatwā thứ hai vào năm 1998, bin Laden đã bày tỏ sự phản đối của y về chính sách đối ngoại của Mỹ đối với Israel, cũng như sự hiện diện liên tục của quân đội Mỹ ở Ả Rập Xê Út sau Chiến tranh vùng Vịnh. Bin Laden đã sử dụng các kinh sách của Hồi giáo để khuyến khích người Hồi giáo tấn công Mỹ cho đến khi những bất bình đã nêu được đảo ngược. Các học giả pháp lý Hồi giáo "trong suốt lịch sử Hồi giáo, có sự đồng ý nhất trí rằng thánh chiến là nghĩa vụ cá nhân nếu kẻ thù rắp tâm phá hủy các quốc gia Hồi giáo", theo bin Laden.

#### Osama bin Laden

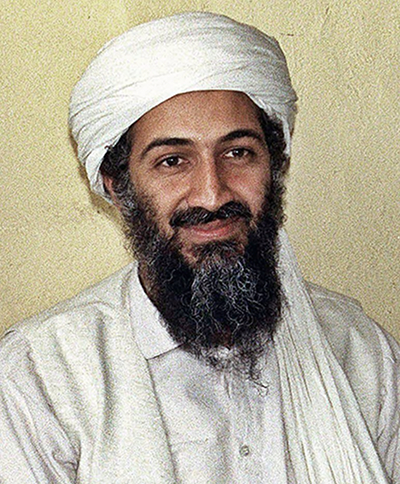
Osama bin Laden vào khoảng 40 tuổi, 1997

Bin Laden đã dàn dựng các cuộc tấn công và ban đầu phủ nhận sự liên quan nhưng sau đó đã rút lại những tuyên bố không liên quan của mình. Al Jazeera đã phát đi một tuyên bố của bin Laden vào ngày 16 tháng 9 năm 2001, nói rằng: "Tôi nhấn mạnh rằng tôi đã không thực hiện hành động này, mà dường như nó được các cá nhân với động lực riêng của họ thực hiện."  Tháng 11 năm 2001, các lực lượng Hoa Kỳ đã phục hồi một cuốn băng video từ một ngôi nhà bị phá hủy ở Jalalabad, Afghanistan. Trong video, bin Laden được nhìn thấy đang nói chuyện với Khaled al-Harbi và thừa nhận sự biết trước về các cuộc tấn công. Vào ngày 27 tháng 12 năm 2001, một video bin Laden thứ hai đã được công chiếu. Trong video, bin Laden nói:
Rõ ràng là phương Tây nói chung và nước Mỹ nói riêng có một sự căm ghét không thể tả đối với Hồi giáo.... Đó là sự thù hận của thập tự quân. Chủ nghĩa khủng bố chống lại Mỹ xứng đáng được ca ngợi vì đó là một phản ứng đối với sự bất công, nhằm mục đích buộc Mỹ ngừng hỗ trợ cho Israel, giết chết nhân dân ta... Chúng tôi nói rằng sự kết thúc của Hoa Kỳ sắp xảy ra, cho dù Bin Laden hay những người theo ông còn sống hay đã chết, vì sự thức tỉnh của umma (quốc gia) Hồi giáo đã xảy ra.

nhưng ông đã không thừa nhận trách nhiệm cho các cuộc tấn công. Lần này ông đề cập nhiều lần đến Hoa Kỳ đặc biệt nhắm mục tiêu đến người Hồi giáo.

Ngay trước cuộc bầu cử tổng thống Hoa Kỳ 2004, bin Laden đã tuyên bố thông qua ghi âm thừa nhận sự tham gia của al-Qaeda và thừa nhận mối liên hệ trực tiếp của mình với các cuộc tấn công:
Những sự kiện ảnh hưởng trực tiếp đến tôi bắt đầu vào năm 1982, khi Mỹ cho phép Israel xâm lược Lebanon và Hạm đội Sáu của Mỹ đã giúp chúng làm điều đó. Khi cuộc oanh tạc bắt đầu, nhiều người thiệt mạng và bị thương, nhiều người khác bị khủng bố và phải di tản.
Tôi không thể nào quên những cảnh tượng khủng khiếp ấy, máu me và chân tay đứt lìa, phụ nữ và trẻ em nằm la liệt khắp nơi. Nhà cửa bị phá hủy, những tòa nhà cao tầng đổ sập đè lên dân lành, tên lửa trút xuống nhà chúng tôi không thương tiếc... Khi nhìn những tòa nhà bị phá hủy ở Lebanon, tôi chợt nghĩ rằng chúng ta nên trừng phạt kẻ áp bức bằng chính những gì chúng đã gây ra, và chúng ta nên phá hủy những tòa tháp ở Mỹ để chúng nếm trải những gì chúng ta đã nếm trải, và để chúng không còn giết hại phụ nữ và trẻ em của chúng ta nữa.

Và ngày hôm đó, tôi đã biết được rằng sự áp bức và cố ý tàn sát dân lành vô tội là một chính sách có chủ đích của Mỹ. Hủy diệt với chúng là tự do và dân chủ, trong khi phản kháng là khủng bố và bất khoan dung.
Bin Laden đã đích thân chỉ đạo những chiến binh thánh chiến tấn công Trung tâm Thương mại Thế giới và Lầu Năm Góc. Một video khác do Al Jazeera nhận được vào tháng 9 năm 2006 cho thấy bin Laden cùng với một trong những người lập kế hoạch chính của các cuộc tấn công, Ramzi bin al-Shibh cùng  những kẻ không tặc Hamza al-Ghamdi và Wail al-Shehri đang chuẩn bị cho các cuộc tấn công.

#### Khalid Sheikh Mohammed

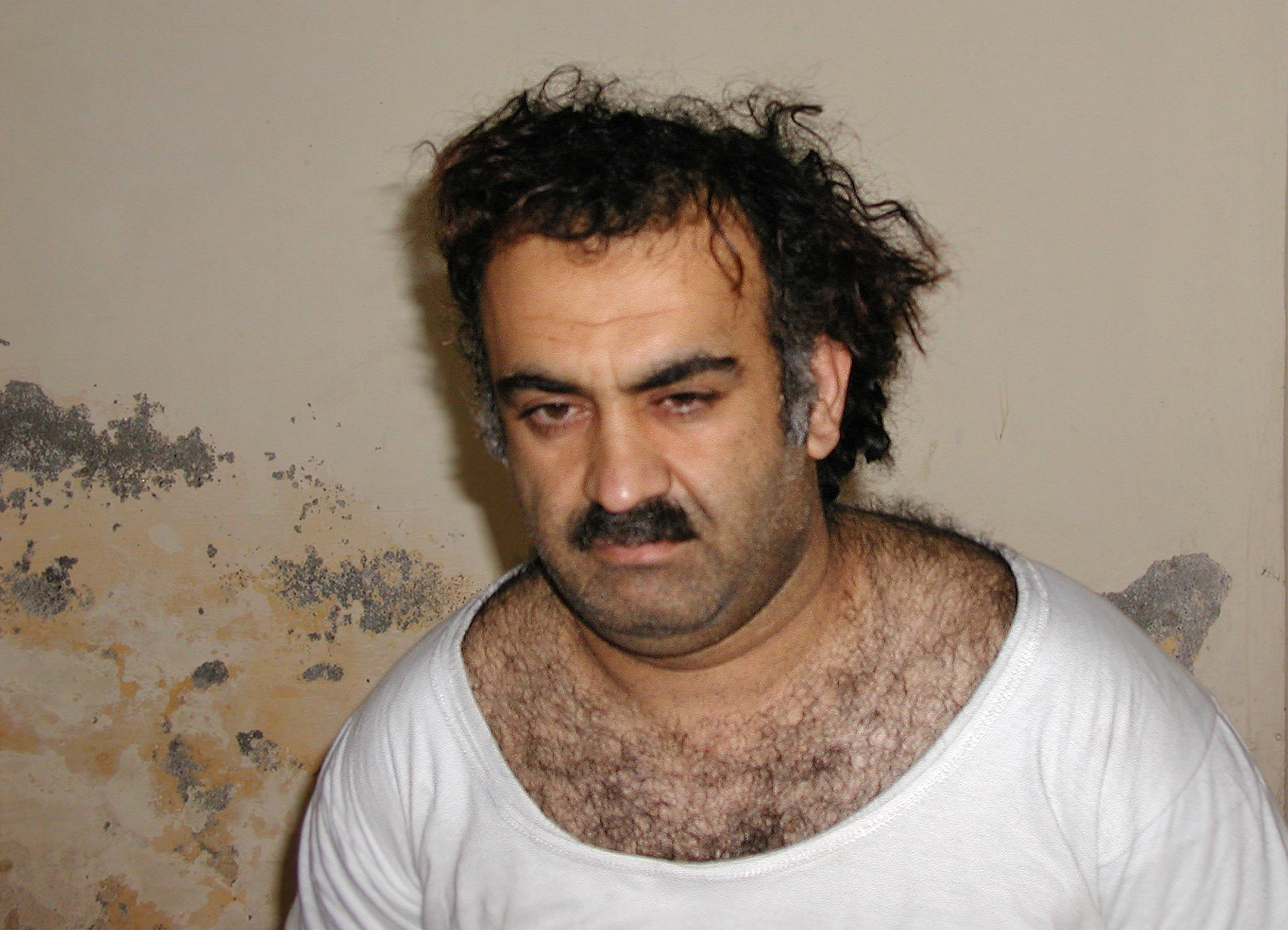
Khalid Sheikh Mohammed sau khi bị bắt năm 2003

Nhà báo Yosri Fouda của kênh truyền hình Ả Rập Al Jazeera đưa tin rằng vào tháng 4 năm 2002, Khalid Sheikh Mohammed thừa nhận có liên quan đến các vụ tấn công, cùng với Ramzi bin al-Shibh. Báo cáo Ủy ban 11/9 xác định rằng sự thù địch đối với Hoa Kỳ mà Mohammed, kiến trúc sư chính của vụ tấn công, xuất phát từ "sự bất đồng bạo lực với chính sách đối ngoại của Mỹ ủng hộ Israel". Mohammed cũng cố vấn và tài trợ cho vụ đánh bom Trung tâm Thương mại Thế giới năm 1993 và là chú của Ramzi Yousef, kẻ đánh bom chính.
Mohammed bị bắt vào ngày 1 tháng 3 năm 2003, tại Rawalpindi, Pakistan, bởi các quan chức an ninh Pakistan làm việc với CIA. Sau đó Mohammed bị giam giữ tại nhiều nhà tù bí mật của CIA và Vịnh Guantanamo, nơi anh ta bị thẩm vấn và tra tấn bằng các phương pháp bao gồm cả trấn nước. Trong các phiên điều trần của Hoa Kỳ tại Vịnh Guantanamo vào tháng 3 năm 2007, Mohammed một lần nữa thú nhận trách nhiệm của mình đối với các cuộc tấn công, nói rằng mình "chịu trách nhiệm cho chiến dịch 11/9 từ A đến Z" và tuyên bố của anh ta không phải do sự cưỡng bức.
Một lá thư được các luật sư của Khaleds Sheikh Mohammed đưa ra tại Tòa án quận Manhattan vào ngày 26 tháng 7 năm 2019, chỉ ra rằng thủ phạm bị cáo buộc quan tâm đến việc làm chứng chống lại vai trò của Ả Rập Saudi trong vụ tấn công và giúp đỡ các nạn nhân và gia đình của nạn nhân. Tuy nhiên, theo như bức thư, thỏa thuận của Mohammed cũng giống như nói là trong thời gian hiện tại, không có gì chắc chắn. James Kreindler, một trong những luật sư của nguyên đơn cũng đưa ra câu hỏi về sự hữu ích của Mohammed.

## Tấn công

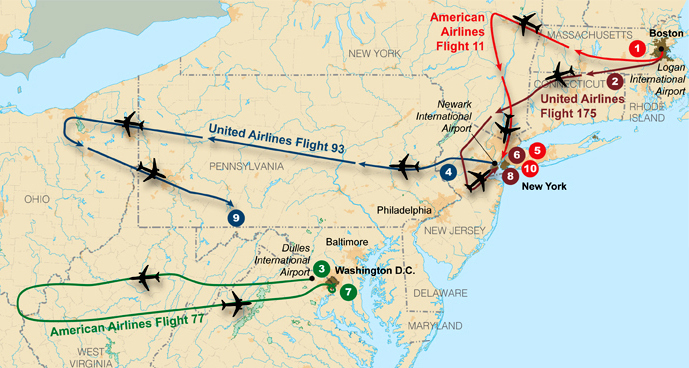
Đường bay của bốn chiếc máy bay.

Sáng sớm ngày 11 tháng 9 năm 2001, 19 không tặc cướp quyền kiểm soát bốn chiếc máy bay dân dụng thương mại (hai chiếc Boeing 757 và hai chiếc Boeing 767) trên đường tới California (ba chiếc tới LAX tại Los Angeles, và một chiếc tới SFO tại San Francisco) sau khi cất cánh từ Sân bay quốc tế Logan tại Boston (Massachusetts); Sân bay quốc tế Newark Liberty tại Newark, New Jersey và Sân bay quốc tế Washington Dulles tại các quận Loudoun và Fairfax ở Virginia. Các không tặc chọn các máy bay lớn có đường bay dài vì chúng sẽ được nạp đầy nhiên liệu.

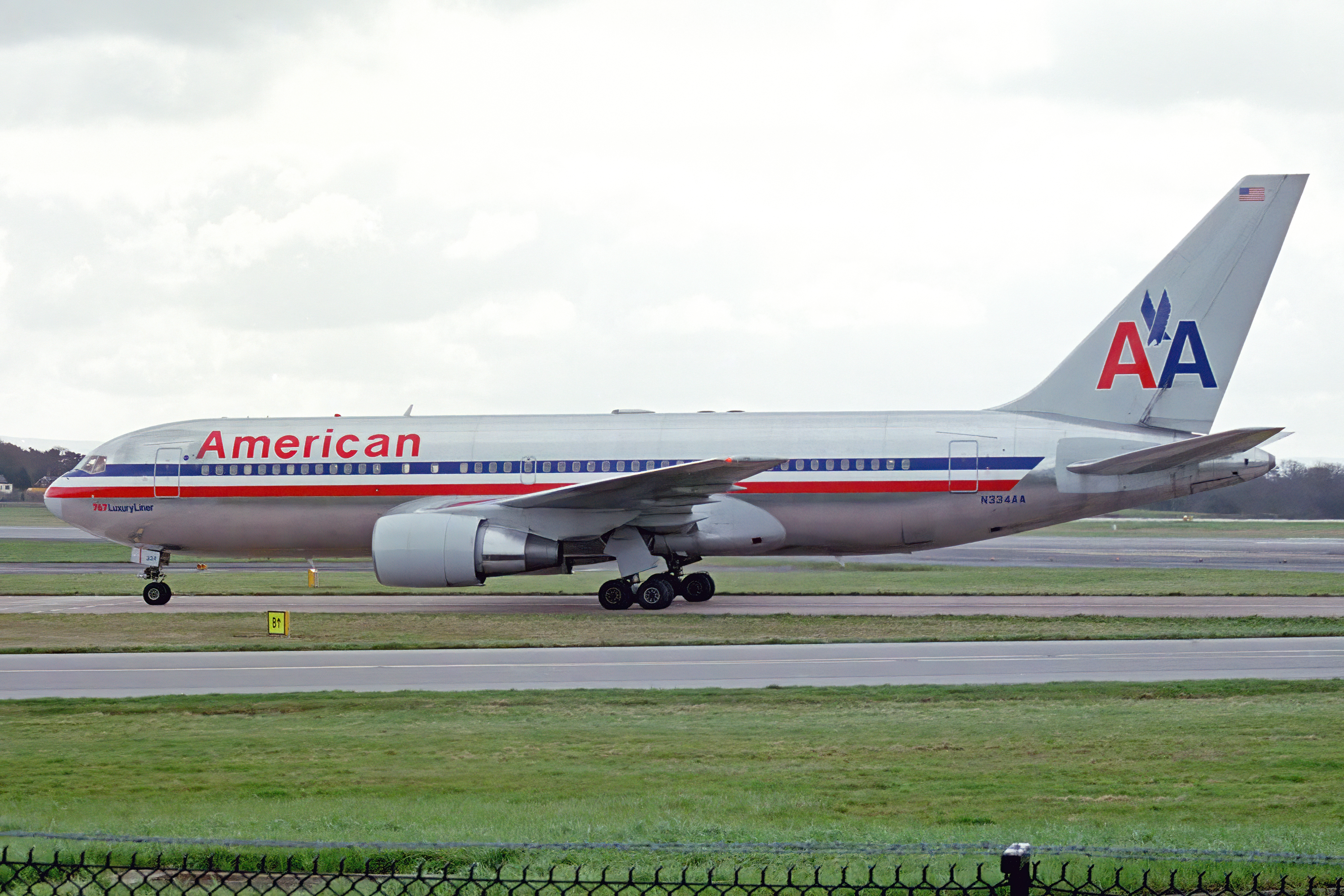
Chuyến bay 11, năm tháng trước khi tai nạn.
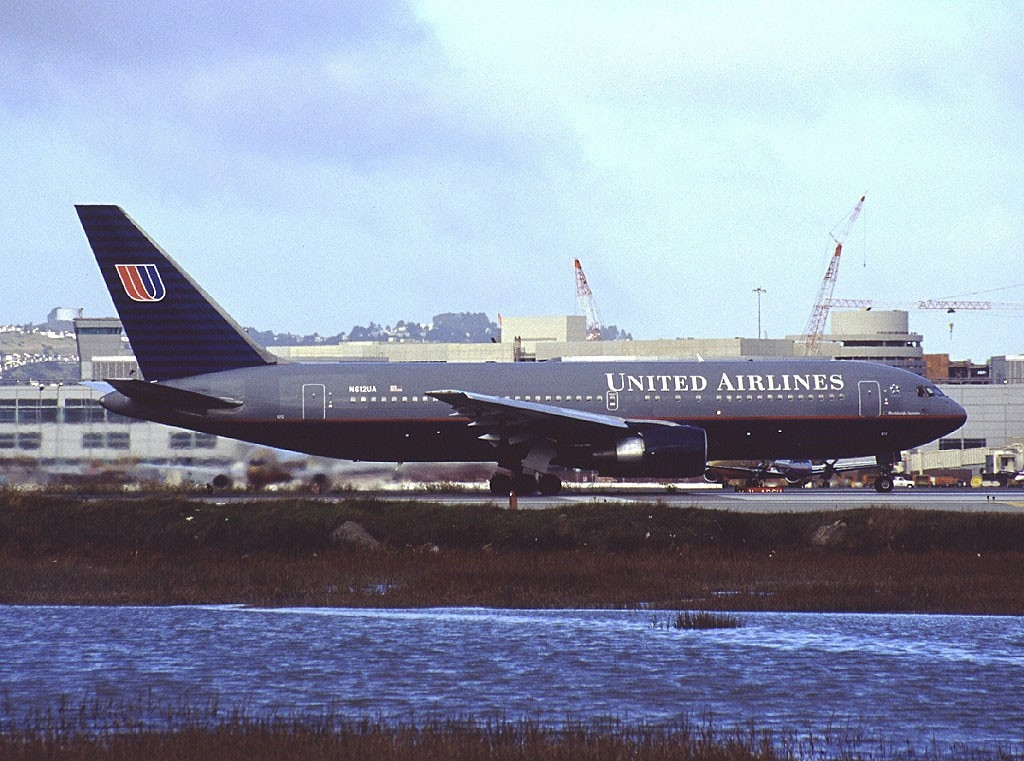
Chuyến bay 175, tháng 12 năm 1999.
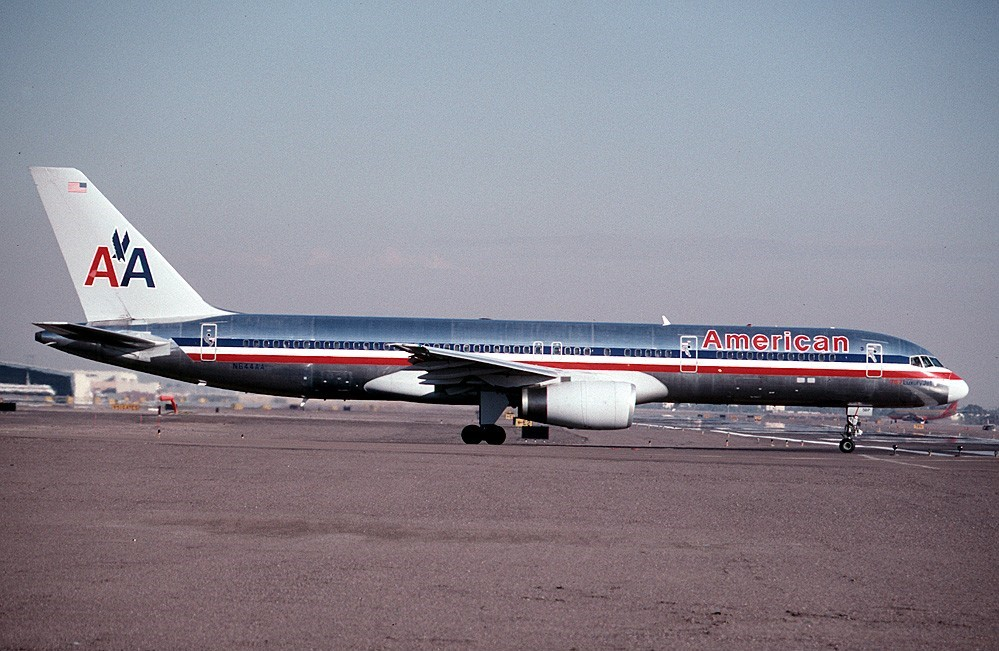
Chuyến bay 77, tháng 12 năm 2000.
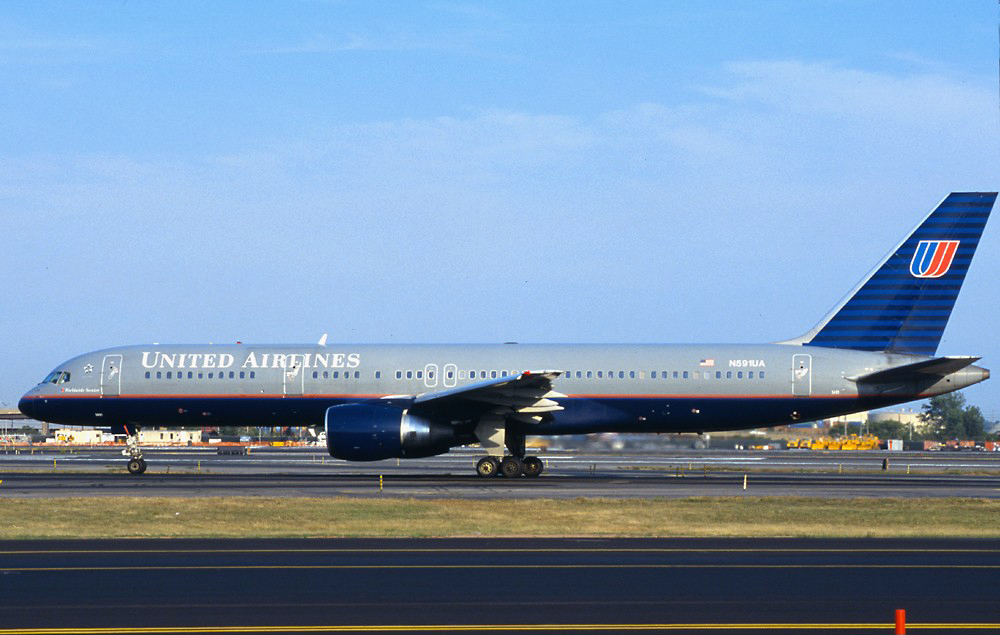
Chuyến bay 93, ba ngày trước khi tai nạn.

Bốn chuyến bay bao gồm:
- Chuyến bay 11 của American Airlines: một chiếc máy bay Boeing 767, rời Sân bay Logan vào lúc 7:59 sáng trên đường tới Los Angeles với 11 thành viên phi hành đoàn và 76 hành khách, chưa bao gồm 5 không tặc. Các không tặc lái chiếc máy bay đâm vào Tháp Bắc của Trung tâm Thương mại Thế giới tại Thành phố New York lúc 8:46 sáng.
- Chuyến bay 175 của United Airlines: một chiếc máy bay Boeing 767, rời Sân bay Logan vào lúc 8:14 sáng trên đường tới Los Angeles với 9 thành viên phi hành đoàn và 51 hành khách, chưa bao gồm 5 không tặc. Các không tặc lái chiếc máy bay đâm vào Tháp Nam của Trung tâm Thương mại Thế giới tại Thành phố New York lúc 9:03 sáng.
- Chuyến bay 77 của American Airlines: một chiếc máy bay Boeing 757, rời Sân bay quốc tế Washington Dulles vào lúc 8:20 sáng trên đường tới Los Angeles với 6 thành viên phi hành đoàn và 53 hành khách, chưa bao gồm 5 không tặc. Các không tặc lái chiếc máy bay đâm mặt Tây Lầu Năm Góc tại Quận Arlington, Virginia, lúc 9:37 sáng.
- Chuyến bay 93 của United Airlines: một chiếc máy bay Boeing 757, rời Sân bay quốc tế Newark vào lúc 8:42 sáng trên đường tới San Francisco, với 7 thành viên phi hành đoàn và 33 hành khách, chưa bao gồm 4 không tặc. Sau khi các hành khách cố gắng khống chế các không tặc, chiếc máy bay đâm vào một cánh đồng tại Xã Stonycreek gần Shanksville, Pennsylvania, lúc 10:03 sáng.

Hai phút sau cú đâm của Chuyến bay 11, đài phát thanh địa phuơng đã quay lại trực tiếp WTC bốc cháy, và theo đó các nhà đài lớn bắt đầu đưa tin.

### Tấn công

10 giây sau cú đâm của Chuyến bay 11.
Vụ nổ khổng lồ bán kính hơn 40m do Chuyến bay 175 tạo ra.
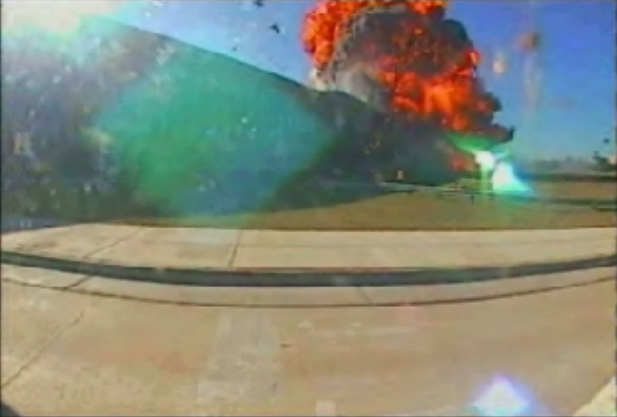
Chuyến bay 77 đâm vào Lầu Năm Góc.
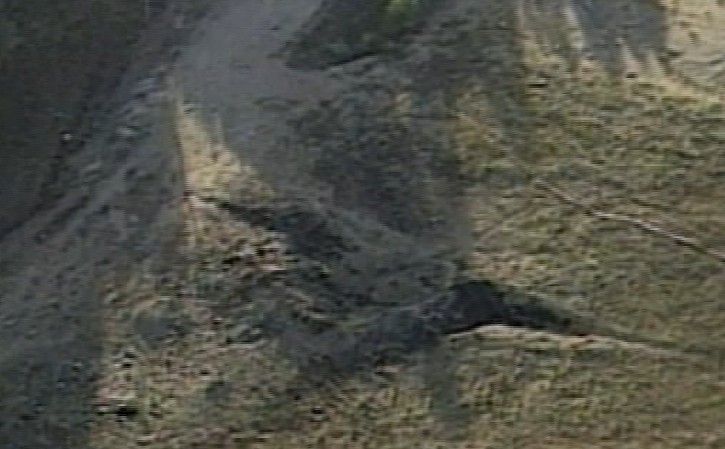
Ảnh trực thăng ghi lại về hố mà Chuyến bay 93 tạo ra.

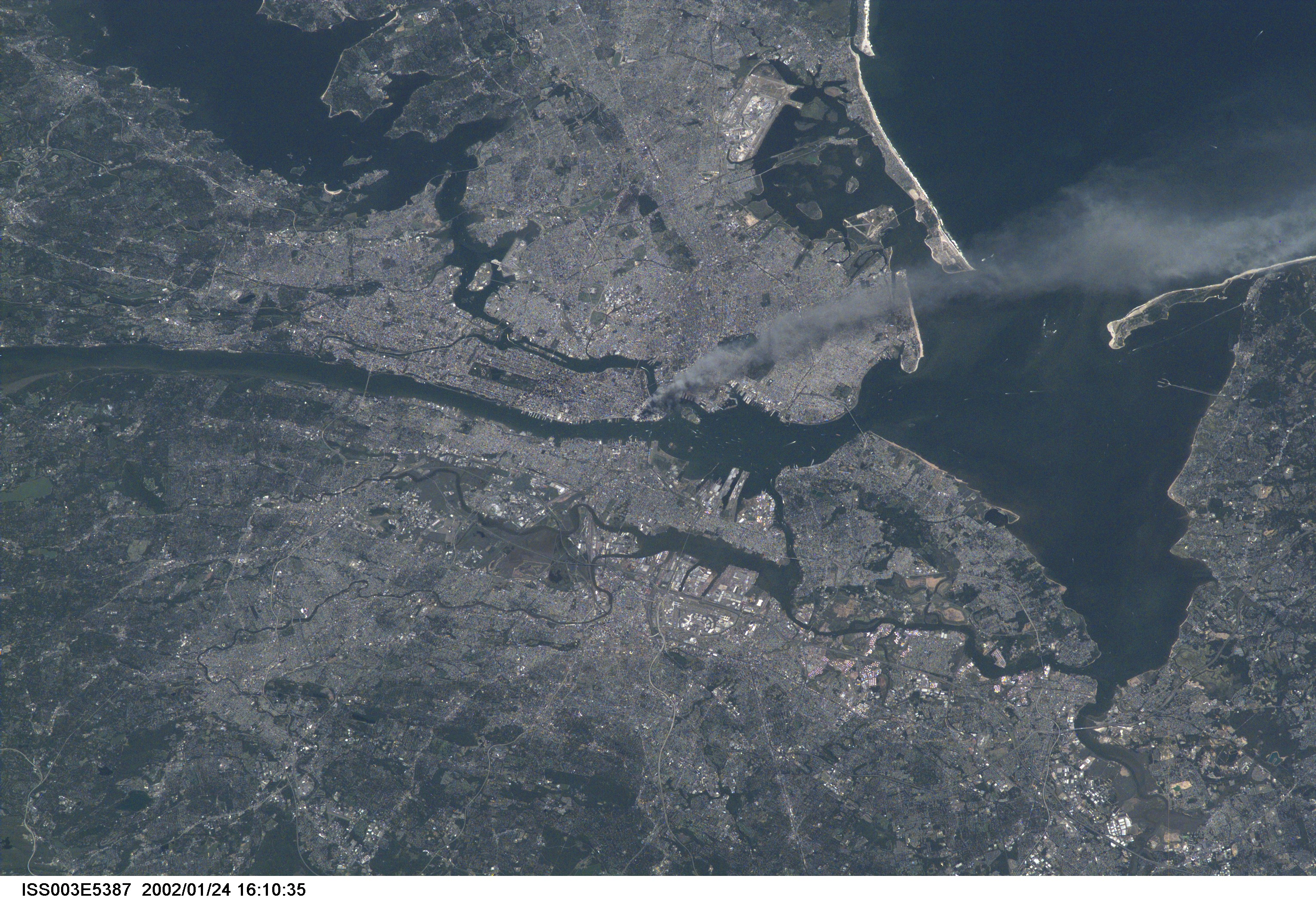
Lúc 4 giờ chiều sau vụ tấn công, ảnh chụp Manhattan từ vệ tinh ISS.

Lúc 8:46 sáng, năm không tặc phóng Chuyến bay 11 của American Airlines vào tầng 93 đến 99 tại mặt Bắc của Tháp Bắc Trung tâm Thương mại Thế giới (WTC 1). 17 phút sau, lúc 9:03 sáng, năm không tặc khác lao Chuyến bay 175 của United Airlines đâm vào tầng 77 đến 85 tại mặt Nam của tòa Tháp Nam (WTC 2). Điều này chứng minh rằng cú đâm trước không phải là tai nạn. Lúc 9:37, năm không tặc hạ gấp Chuyến bay 77 của American Airlines đâm vào mặt Tây Lầu Năm Góc. Chuyến bay thứ tư, Chuyến bay 93 của United Airlines, bị không tặc cố tình đâm xuống gần Shanksville, Pennsylvania, đông nam Pittsburgh, vào lúc 10:03 sáng, sau khi các hành khách cố gắng phá cửa để xông vào khoang lái. Mục tiêu của Chuyến bay 93 lúc đầu được đoán là David Camp, sau này lại là Điện Capitol hoặc Nhà Trắng. Dữ liệu thu âm buồng lái của Chuyến bay 93 tiết lộ rằng phi hành đoàn và hành khách đã cố đoạt lại quyền kiểm soát máy bay từ các không tặc sau khi biết được qua điện thoại rằng các Chuyến bay 11, 77, và 175 đã đâm vào các tòa nhà sáng hôm đó. Sau khi nhận thấy các hành khách có khả năng chiếm đoạt lại chiếc máy bay, các không tặc đã lắc lư, lộn xuống máy bay và cố tình đâm xuống.
Một số hành khách và thành viên phi hành đoàn gọi điện từ máy bay bằng dịch vụ điện thoại trong cabin cung cấp các chi tiết: một vài không tặc đã lên máy bay trên mỗi chuyến bay; họ sử dụng hóa chất xịt mace, hơi cay, hay bình xịt cay để vượt qua các tiếp viên; và một số người trên máy bay đã bị đâm. Các báo cáo cho thấy các không tặc đã đâm và giết chết các phi công, tiếp viên, cùng với một hoặc một vài hành khách. Theo Báo cáo Ủy ban 11/9, các không tặc trước đó đã mua các công cụ bằng tay đa chức năng và các loại dao tiện ích loại Leatherman với lưỡi dao khóa (như Mohamed Atta mua ở Walmart), lúc đó không bị cấm mang lên máy bay, nhưng sau đó được tìm thấy trong số đồ dùng của các không tặc bị bỏ lại. Tiếp viên Betty Ong trên Chuyến bay 11, một hành khách trên Chuyến bay 175, và các hành khách trên Chuyến bay 93 nói rằng các không tặc có bom, nhưng một trong số hành khách nói rằng anh ta nghĩ những quả bom là giả. FBI không tìm thấy dấu vết của các chất nổ tại khu vực tai nạn, và Ủy ban 11/9 kết luận rằng những quả bom có thể là giả.

WTC 1 và 2 sụp đổ, nhưng WTC 7 vẫn đứng vững.

Ba tòa nhà của Trung tâm Thương mại Thế giới sụp đổ do đám cháy đã làm kết cấu bị yếu đi. Tháp Nam sụp đổ lúc 9:59 sáng sau khi bốc cháy trong vòng 56 phút gây ra bởi vụ va chạm với Chuyến bay 175 của United Airlines và nhiên liệu của chiếc máy bay phát nổ. Tháp Bắc sụp đổ lúc 10:28 sáng sau khi bốc cháy trong vòng 102 phút. Khi Tháp Bắc sụp đổ, các mảnh vụn đã rơi xuống tòa nhà Trung tâm Thương mại Thế giới số 7 gần đó (WTC 7), làm hư hại nó và gây cháy. Các đám cháy này diễn ra nhiều giờ, làm tổn hại tới cấu trúc nguyên vẹn của tòa nhà và khiến nósụp đổ lúc 5:21 chiều. Mặt phía tây Lầu Năm Góc phải chịu thiệt hại đáng kể.
Vào lúc 9:42 sáng, Cơ quan Hàng không Liên bang (FAA) ra lệnh cấm tất cả máy bay dân dụng trên toàn bộ không phận Hoa Kỳ, và các máy bay dân dụng đã cất cánh được yêu cầu hạ cánh tại sân bay gần nhất ngay lập tức. Tất cả các chuyến bay dân dụng quốc tế hoặc phải quay lại hoặc phải đổi hướng sang các sân bay tại Canada hoặc México, và bị cấm hạ cánh xuống lãnh thổ Hoa Kỳ trong ba ngày. Vụ tấn công gây ra bối rối giữa các hãng tin tức và các đài kiểm soát không lưu. Trong số các báo cáo tin tức chưa được xác nhận và thường mâu thuẫn được đưa trong suốt cả ngày, phổ biến nhất là tin một chiếc xe chứa bom đã được kích nổ tại trụ sở Bộ Ngoại giao Hoa Kỳ ở Washington, D.C. Một chiếc máy bay khác—Chuyến bay 1989 của Delta Air Lines—bị nghi ngờ đã bị không tặc, nhưng chiếc máy bay đã phản hồi lại đài kiểm soát không lưu và hạ cánh an toàn tại Cleveland, Ohio.
Trong một buổi phỏng vấn tháng 4 năm 2002, Khalid Sheikh Mohammed và Ramzi bin al-Shibh, những người được tin là đã tổ chức vụ tấn công, nói rằng mục tiêu ban đầu của Chuyến bay 93 là Điện Capitol chứ không phải Nhà Trắng. Trong quá trình lên kế hoạch vụ tấn công, Mohamed Atta, không tặc chính và là người lái của Chuyến bay 11, nghĩ rằng Nhà Trắng có lẽ là một mục tiêu quá khó khăn và đã tham khảo ý kiến từ Hani Hanjour (không tặc chính  và lái Chuyến bay 77). Mohammed nói al-Qaeda ban đầu định nhằm vào các cơ sở hạt nhân hơn là Trung tâm Thương mại Thế giới và Lầu Năm Góc, nhưng đã quyết định không chọn nó, do lo sợ rằng mọi chuyện có thể "vượt tầm kiểm soát". Các quyết định cuối cùng về mục tiêu, theo Mohammed, được giao trong tay những người lái máy bay.

### Thương vong

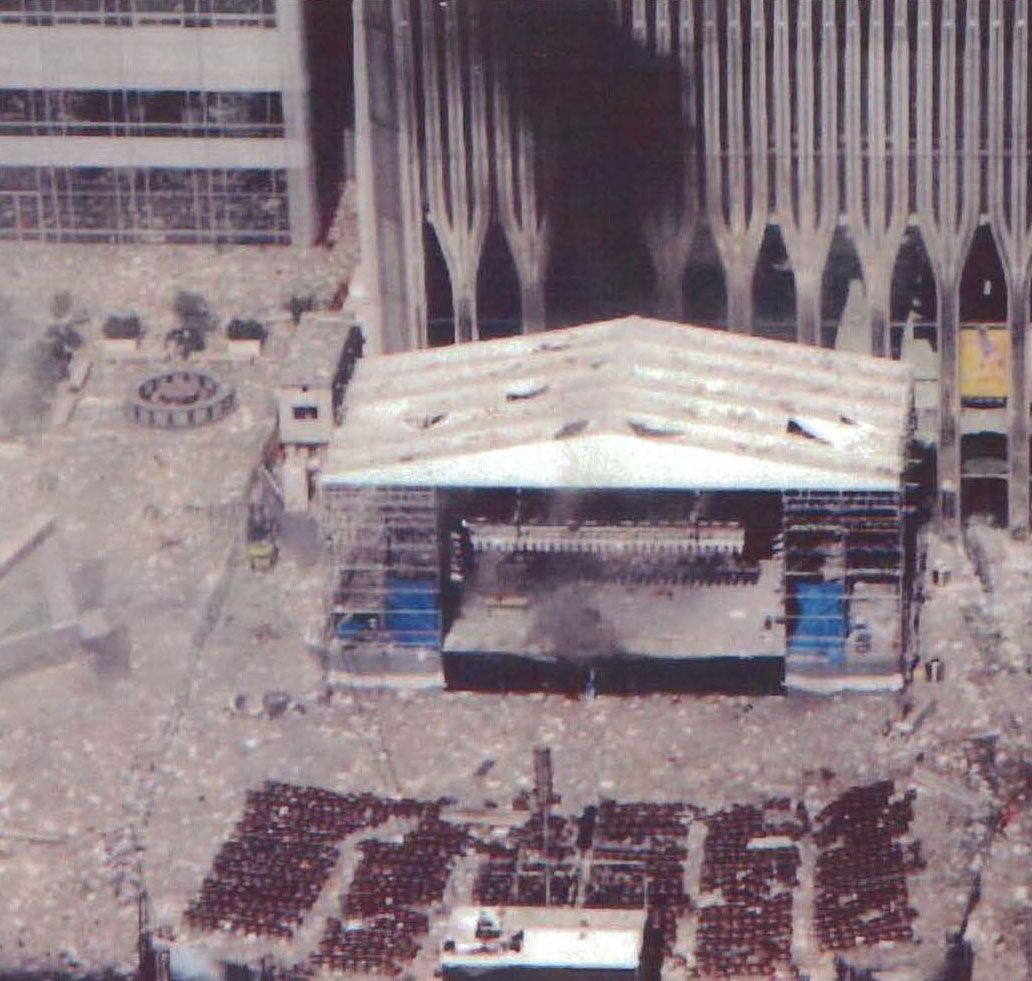
Sân khấu được dựng lên từ mùa hè và chuẩn bị cho buổi biểu diễn sắp tới, xác chết nằm la liệt, cùng các mảnh vỡ và giấy tờ vuơng vãi.

Một người đàn ông rơi xuống từ Tháp Nam.

Vụ tấn công khiến cho 2.996 người thiệt mạng và hơn 6.000 người khác bị thương.
Con số thiệt mạng bao gồm 265 người trên bốn chiếc máy bay (không còn ai trên những chiếc máy bay này sống sót), 2.606 người trong Trung tâm Thương mại Thế giới và khu vực xung quanh, và 125 người tại Lầu Năm Góc. Gần như tất cả những người thiệt mạng là dân thường ngoại trừ 343 lính cứu hỏa, 72 sĩ quan hành pháp, 55 sĩ quan quân sự, và 19 tên khủng bố cũng đã thiệt mạng trong vụ tấn công. Sau New York, New Jersey là tiểu bang mất nhiều công dân nhất, trong đó thành phố Hoboken có nhiều công dân thiệt mạng nhất trong vụ tấn công. Hơn 90 quốc gia có công dân bị thiệt mạng trong vụ tấn công 11 tháng 9. Vụ tấn công 11 tháng 9 năm 2001 đã trở thành vụ tấn công khủng bố tồi tệ nhất lịch sử thế giới nói chung và tàn khốc nhất lịch sử Hoa Kỳ nói riêng (trước đó là vụ đánh bom thành phố Oklahoma năm 1995). Đây cũng là vụ tấn công từ nước ngoài chết người nhất trên lãnh thổ Hoa Kỳ kể từ vụ tấn công vào Trân Châu Cảng ngày 7 tháng 12 năm 1941.
Tại Quận Arlington, Virginia, 125 nhân viên Lầu Năm Góc mất mạng khi Chuyến bay 77 đâm vào mặt phía tây của tòa nhà. Trong đó, 70 người là dân thường và 55 người là sĩ quan quân sự, nhiều người trong số làm việc cho Quân đội Hoa Kỳ hoặc Hải quân Hoa Kỳ. Quân đội Mỹ đã mất 47 nhân viên dân sự, 6 nhân viên thầu dân sự, và 22 binh lính, trong khi Hải quân mất 6 nhân viên dân sự, 3 nhân viên thầu dân sự và 33 thủy thủ. Bảy nhân viên dân sự của Cơ quan Tình báo Quốc phòng (DIA) cũng nằm trong số người thiệt mạng trong vụ tấn công, cùng với một nhân viên thầu của Văn phòng Bộ trưởng Bộ Quốc phòng (OSD). Trung tướng Timothy Maude, một Phó Chánh văn phòng Quân đội, là sĩ quan quân đội có cấp bậc cao nhất thiệt mạng tại Lầu Năm Góc.

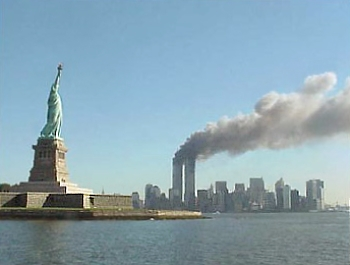
Tượng Nữ thần Tự do, phía sau là Trung tâm Thương mại Thế giới đang bốc cháy.

Tại Thành phố New York, hơn 90% nhân viên và du khách thiệt mạng trong hai tòa tháp đang làm việc và tham quan tại các tầng bị va chạm hoặc cao hơn. Tại Tháp Bắc, 1.355 người đang ở phía trên hoặc ngay vùng va chạm hoặc là đã chết do ngạt khói, hoặc đã ngã hay nhảy khỏi tòa nhà để giải thoát khỏi lửa, hoặc đã chết khi tòa nhà đổ sập. Sự va chạm mạnh của Chuyến bay 11 đã làm hư hỏng tất cả ba cầu thang bộ, khiến bất cứ ai ở phía trên vùng va chạm không thể thoát ra. 107 người phía dưới đó cũng đã thiệt mạng.
Tại Tòa tháp Nam, một cầu thang bộ, Cầu thang A nằm bên trái theo phía Nam tòa nhà, còn sử dụng được sau khi Chuyến bay 175 đâm vào, giúp 14 người tại tầng va chạm (gồm cả một người đàn ông đã chứng kiến chiếc máy bay bay tới chỗ ông) và bốn người nữa phía trên thoát ra ngoài. Các nhân viên điều phối tổng đài 911 của Thành phố New York nhận được các cuộc gọi của những người bên trong tòa tháp cảm thấy ngột ngạt và không biết tình hình, nên họ đã khuyên những người gọi điện không nên tự thoát ra khỏi tòa tháp. Trong tống cộng 630 người thiệt mạng trong hai tòa tháp, gần một nửa là từ Tháp Bắc. Số thương vong tại Tháp Nam được giảm đi đáng kể do trước đó nhiều người đã sơ tán khi Tháp Bắc bị va chạm ( dù có một thông báo lúc 9:02 đảm bảo tòa nhà an toàn và mọi người nên quay lại làm việc).

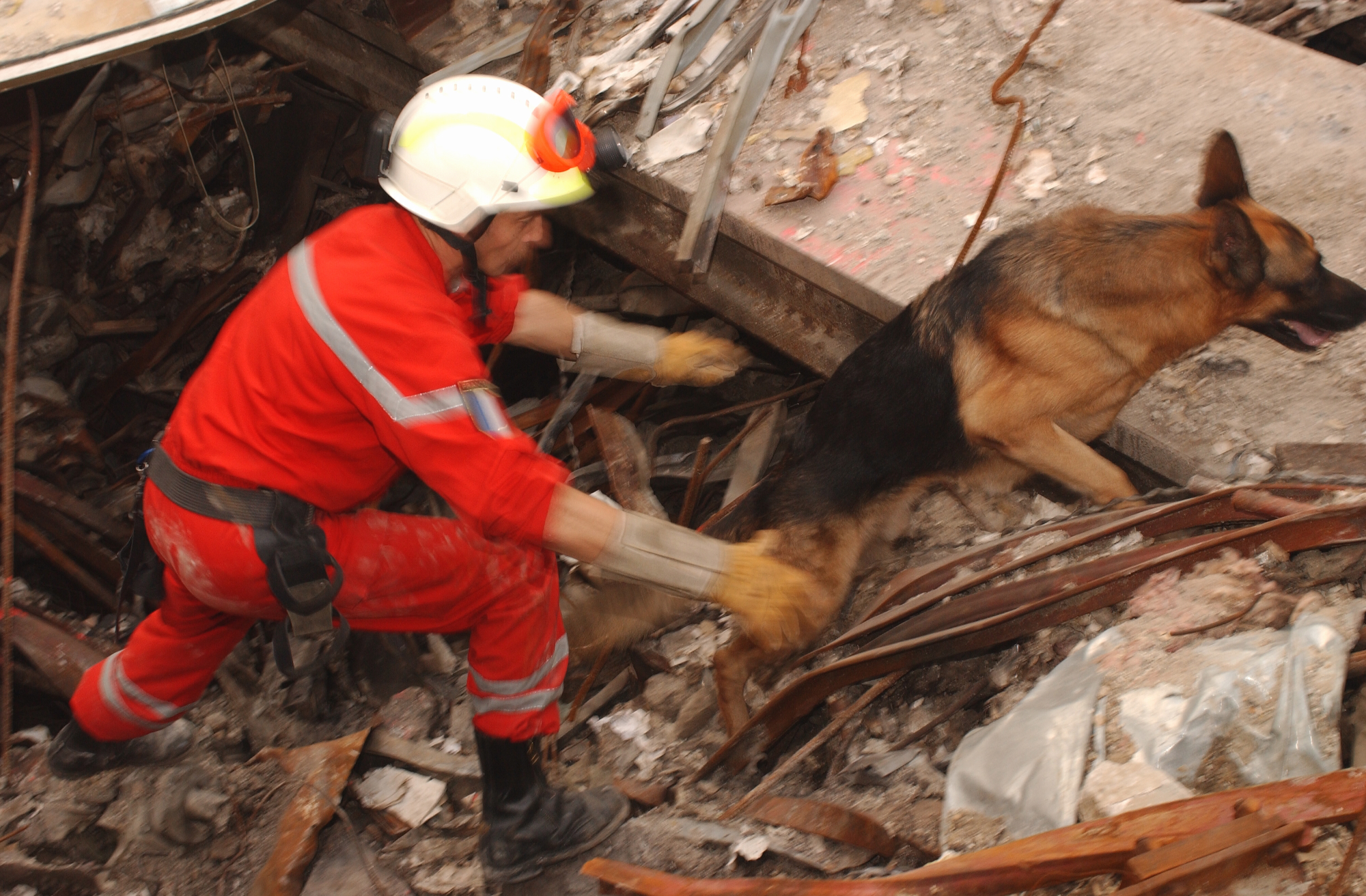
Một chú chó chăn cừu Đức đang làm nhiệm vụ tìm kiếm những người còn sống sót tại khu vực Trung tâm Thương mại Thế giới đã sụp đổ sau vụ tấn công 11 tháng 9 năm 2001.

Ít nhất 200 người đã thiệt mạng do nhảy hoặc rơi xuống khỏi tòa tháp (một ví dụ nổi bật là bức ảnh The Falling Man), rơi xuống đường phố (thành các vụn thịt hoặc chân tay đứt lìa) và nóc các tòa nhà lân cận hàng chục tới hàng trăm mét bên dưới. Một số người ở phía trên vùng va chạm đã lên tới được nóc để xin cứu trợ qua trực thăng (có trực thăng của Sở Cảnh sát New York bay qua để xem tình hình), nhưng cửa để lên nóc đã bị khóa. Không hề có một kế hoạch giải cứu trực thăng nào được đề ra, và các trực thăng cũng không thể tiếp cận tòa nhà do thiếu dụng cụ trên nóc, khói dày đặc và nhiệt độ cao do lửa.
Tổng cộng 411 nhân viên cứu hộ đã thiệt mạng khi cố gắng leo lên tòa nhà và dập lửa. Sở Cứu hỏa Thành phố New York (FDNY) đã mất 343 lính cứu hỏa, bao gồm  tuyên úy Michal Judge và hai nhân viên y tế. Sở Cảnh sát Thành phố New York (NYPD) cũng mất 23 sĩ quan. Sở Cảnh sát Quản lý Cảng (PAPD) mất 37 sĩ quan. Tám kỹ thuật viên y tế khẩn cấp (EMT) và nhân viên y tế từ các đơn vị dịch vụ y tế khẩn cấp tư nhân cũng đã thiệt mạng.
Cantor Fitzgerald L.P., một ngân hàng đầu tư có trụ sở làm việc trên các tầng 101–105 của Tháp Bắc, đã mất 658 nhân viên, nhiều hơn đáng kể so với bất kỳ công ty nào khác. Marsh Inc., nằm ngay dưới Cantor Fitzgerald trên các tầng 93–100, mất 358 nhân viên, và 175 nhân viên của Aon Corporation cũng đã thiệt mạng. Viện Tiêu chuẩn và Kỹ thuật quốc gia (NIST) ước tính khoảng 17.400 dân thường đang ở trong khu phức hợp Trung tâm Thương mại Thế giới vào thời điểm tấn công. Số lượng đếm được từ cửa xoay của Quản lý Cảng cho thấy 14.154 người đang ở trong Tòa Tháp Đôi cho tới 8:45 sáng. Hầu hết những người phía bên dưới vùng va chạm đã rời khỏi tòa nhà an toàn.
| Thành phố New York | Trung tâm Thương mại Thế giới | 2.606      |
| Thành phố New York | American 11                   | 87 + 5     |
| Thành phố New York | United 175                    | 60 + 5     |
| Arlington          | Lầu Năm Góc                   | 125        |
| Arlington          | American 77                   | 59 + 5     |
| Gần Shanksville    | United 93                     | 40 + 4     |
| Tổng cộng          | Tổng cộng                     | 2.977 + 19 |

Vài tuần sau vụ tấn công, con số thiệt mạng được ước tính sẽ vượt quá 6.000, nhiều hơn gấp đôi số lượng người chết được xác nhận sau đó. Thành phố chỉ nhận dạng được thi thể của khoảng 1.600 nạn nhân Trung tâm Thương mại Thế giới. Văn phòng pháp y đã thu thập được "khoảng 10.000 mẩu xương và các phần mô chưa thể xác nhận là phù hợp với danh sách tử vong". Các mẩu xương vẫn còn được tìm thấy sau đó vào năm 2006 khi các công nhân đang chuẩn bị phá hủy Tòa nhà Deutsche Bank bị hư hại. Vào năm 2010, một nhóm các nhà nhân chủng học và nhà khảo cổ học đã tìm kiếm các thi thể và vật dụng cá nhân tại Bãi thải Fresh Kills, nơi mà thêm 72 phần thi thể nữa được khôi phục, đưa tổng số thi thể được tìm thấy lên 1.845. Quá trình giám định DNA vẫn được tiếp tục để nhận dạng thêm các nạn nhân. Các thi thể đang được lưu trữ tại Công viên Tưởng niệm, bên ngoài văn phòng Pháp y Thành phố New York. Các thi thể được dự kiến sẽ được di chuyển vào năm 2013 tới một kho chứa đằng sau một bức tường tại bảo tàng tưởng niệm. Vào tháng 7 năm 2011, một nhóm các nhà khoa học tại Văn phòng Trưởng Pháp y vẫn đang cố gắng nhận dạng các thi thể, hi vọng rằng các công nghệ cải tiến sẽ giúp họ nhận dạng các nạn nhân khác. Vào ngày 20 tháng 3 năm 2015, nạn nhân thứ 1.640 được nhận dạng. Hiện vẫn còn 1.113 nạn nhân khác chưa được nhận dạng.

### Thiệt hại

Khói bốc lên từ Ground Zero, trưa sau vụ tấn công.

Cùng với hai Tòa Tháp Đôi 110 tầng, nhiều tòa nhà khác tại khu vực Trung tâm Thương mại Thế giới cũng bị phá hủy hoặc hư hại nặng, bao gồm các tòa nhà WTC từ số 3 tới 7 và Nhà thờ Hy Lạp Chính thống St. Nicholas. Tháp Bắc, Tháp Nam Khách sạn Marriott ( WTC 3), và WTC 7 bị phá hủy hoàn toàn. Nhà Hải quan Hoa Kỳ (Trung tâm Thương mại Thế giới số Sáu), Trung tâm Thương mại Thế giới số Bốn, Trung tâm Thương mại Thế giới số Năm, cùng với hai cầu đi bộ nối các tòa nhà bị hư hại nặng nề. Tòa nhà Deutsche Bank ở số 130 Phố Liberty bị hư hại một phần và bị cho tháo dỡ vài năm sau đó, bắt đầu từ năm 2007. Hai tòa nhà của Trung tâm Tài chính Thế giới cũng bị hư hại.

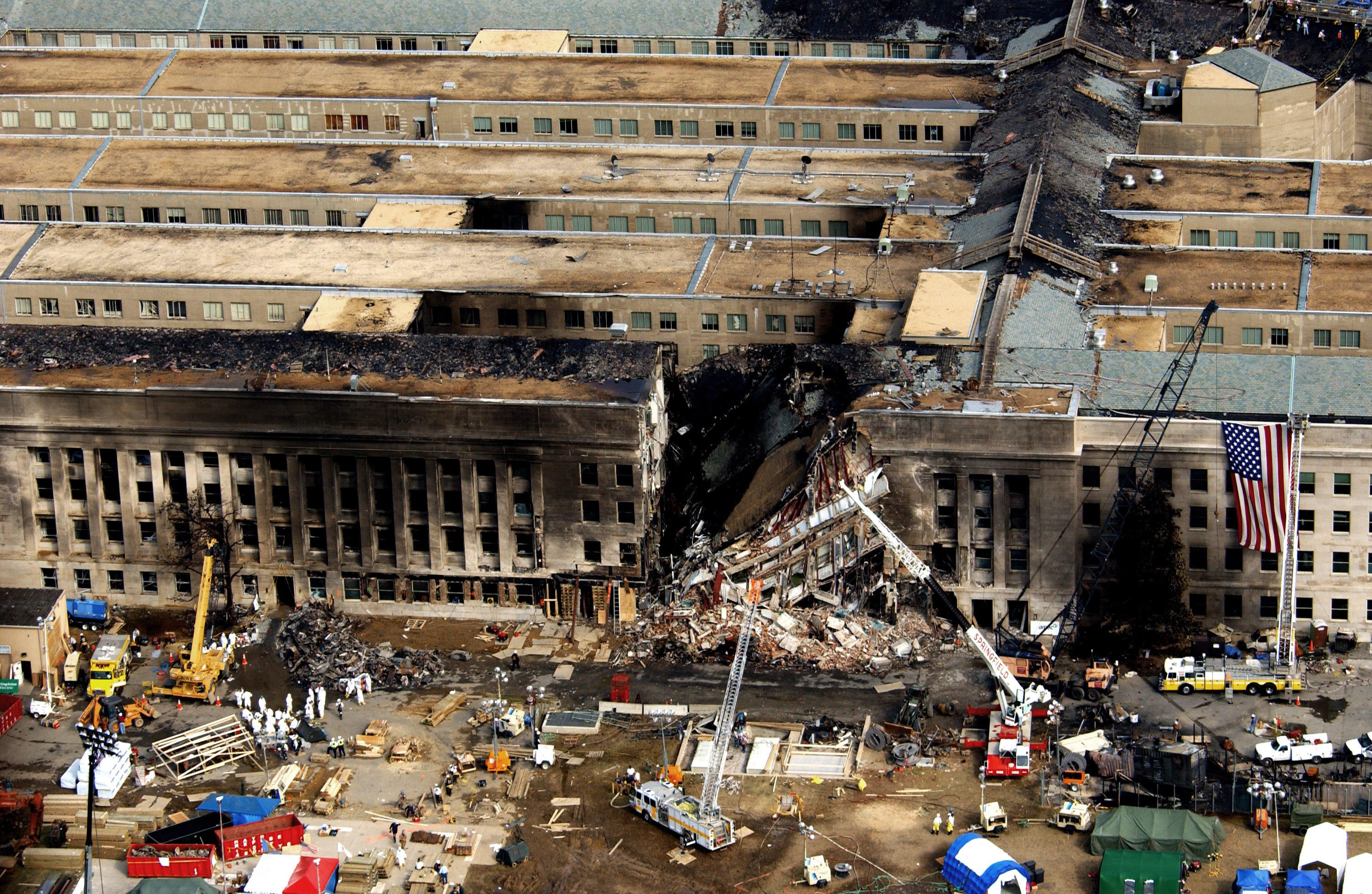
Hình ảnh từ trực thăng của Lầu Năm Góc, ngày 14/9.

Tòa nhà Deutsche Bank trên Phố Liberty phía đối diện khu phức hợp Trung tâm Thương mại Thế giới sau đó được coi là khu vực không thể sinh sống do khí độc bên trong tòa nhà, và đã được phá đi. Hội trường Fiterman của trường Cao đẳng Cộng đồng Quận Manhattan tại số 30 Phố West Broadway cũng bị phong tỏa do hư hại sau vụ tấn công, và hiện đang được xây lại. Các tòa nhà xung quanh khác (bao gồm 90 West Street và Tòa nhà Verizon) cũng bị hư hại lớn nhưng đã được sửa chữa. Các tòa nhà Trung tâm Tài chính Thế giới, One Liberty Plaza, Millenium Hilton, và 90 Church Street chịu hư hại không lớn và cũng đã được sửa chữa. Ăng ten và bộ đàm tại Tháp Bắc cũng bị phá hủy, nhưng các đài truyền thông đã nhanh chóng chuyển tín hiệu sang các tuyến khác và phát sóng trở lại.
Lầu Năm Góc bị thiệt hại nặng nề do va chạm với Chuyến bay 77 và đám cháy sau đó, khiến một đoạn của tòa nhà sụp đổ. Khi đâm vào Lầu Năm Góc, cánh của máy bay đã làm gãy nhiều cột đèn và động cơ phải của nó đã đâm vào một máy phát điện trước khi đâm vào mặt tây của tòa nhà. Phần trên của thân máy bay đã bị nghiền nát khi va chạm, trong khi phần giữa và đuôi tiếp tục di chuyển thêm vài phần giây nữa. Mảnh vỡ từ phần đuôi đã thâm nhập sâu nhất vào tòa nhà, xuyên qua 310 foot (94 m) của ba trong số năm vòng của tòa nhà.

### Nỗ lực cứu hộ

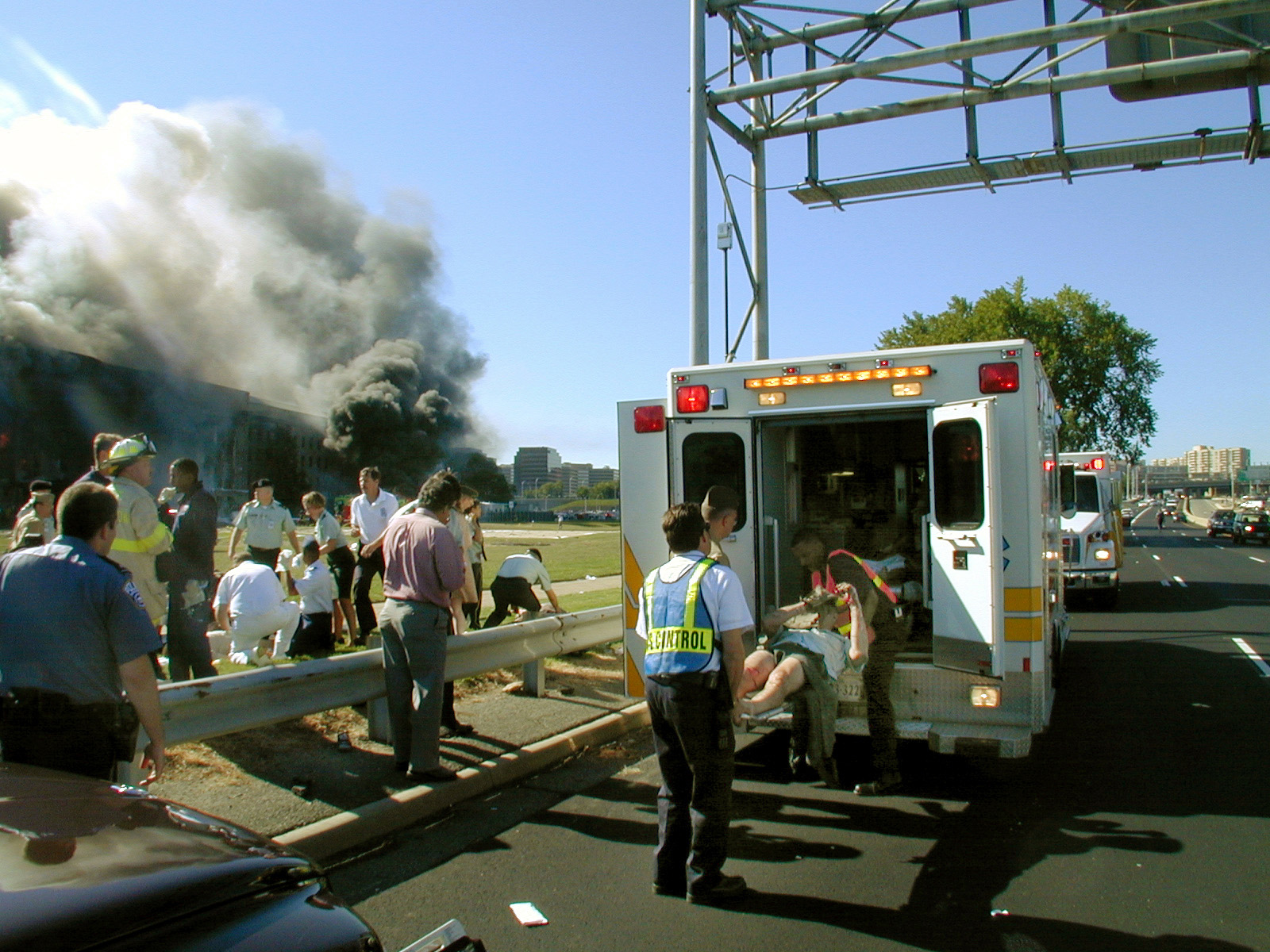
Một nạn nhân bị thương của cuộc tấn công Lầu Năm Góc được chở đi cấp cứu.

Sở Cứu hỏa Thành phố New York (FDNY) đã huy động 200 đơn vị (hơn một nửa tổng số) tới Trung tâm Thương mại Thế giới. Họ được trợ giúp thêm bởi nhiều lính cứu hỏa khác không có nhiệm vụ và các kỹ thuật viên y tế khẩn cấp. Sở Cảnh sát Thành phố New York (NYPD) đã cử Đơn vị Dịch vụ Khẩn cấp và các sĩ quan cảnh sát khác, cùng với đơn vị hàng không của Sở. Khi tới hiện trường, FDNY, NYPD, và PAPD đã không phối hợp mà thực hiện nhiều đợt tìm kiếm người dân đầy chậm chạp. Khi tình hình trở nên xấu đi, đơn vị hàng không của NYPD đã truyền các thông tin cho các chỉ huy cảnh sát, những người đã ra lệnh các sĩ quan sơ tán khỏi hai tòa nhà; hầu hết các sĩ quan NYPD đã rời khỏi hai tòa nhà an toàn trước khi sập. Với nhiều lệnh khác nhau được đưa ra cùng với liên lạc radio không tương thích giữa các cơ quan, các cảnh báo đã không tới được các chỉ huy FDNY.
Sau khi tòa tháp thứ nhất sụp đổ, các chỉ huy FDNY đã ra lệnh sơ tán; tuy nhiên, do khó khăn về kỹ thuật với hệ thống tiếp sóng radio đã bị hư hại, nhiều lính cứu hỏa không thể nghe thấy lệnh sơ tán. Các điều phối viên 9-1-1 nhận được thông tin từ người gọi đã không thể đưa được chúng tới những người chỉ huy tại hiện trường. Buổi chiều sau vụ tấn công, một chiến dịch tìm kiếm và giải cứu lớn được bắt đầu. Sau vài tháng làm việc liên tục, khu vực Trung tâm Thương mại Thế giới được dọn sạch vào cuối tháng 5 năm 2002.

## Thủ phạm
Chính phủ Hoa Kỳ quy trách nhiệm cho tổ chức khủng bố al-Qaeda về vụ tấn công. Tổ chức này từng nhận đã tấn công các mục tiêu quân sự và dân chính của Hoa Kỳ tại châu Phi và Trung Đông. Osama bin Laden, bác bỏ mọi dính líu cũng không nhận mình đã biết trước cuộc tấn công. Trước đó, bin Laden đã tuyên bố thánh chiến chống lại Hoa Kỳ. Sau thảm hoạ này, chính phủ Hoa Kỳ công bố Al-Qaeda và bin Laden là thủ phạm chính.

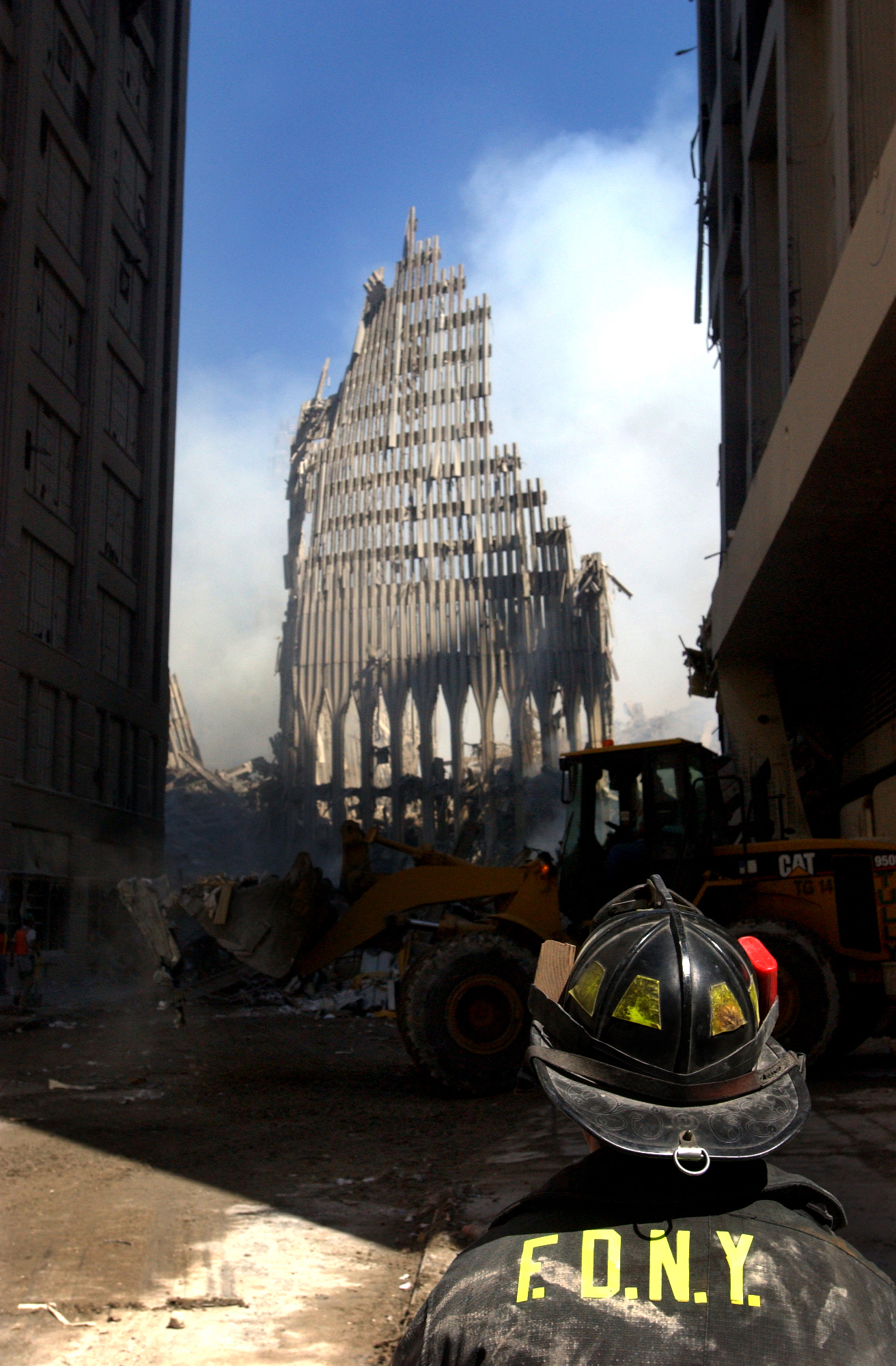
Hai ngày sau cuộc tấn công, lính chữa cháy nhìn lên phế tích của tòa Tháp Nam.

Tháng 11 năm 2001, lực lượng Hoa Kỳ cho phục hồi một băng video tìm thấy trong một căn nhà bị phá huỷ tại Jalalabad, Afghanistan, cuộn băng cho thấy Osama bin Laden đang nói chuyện với Khaled al-Harbi. Trong cuộn băng, bin Laden thừa nhận đã lập kế hoạch cho cuộc tấn công. Trong thế giới Hồi giáo, người ta tỏ vẻ hoài nghi về tính xác thực của cuộn băng này: "Phóng viên tại Trung Đông của đài BBC, Frank Gardner, nói rằng trên đường phố trong thế giới Ả Rập, nhiều người tin rằng đây chỉ là một thủ thuật tuyên truyền của chính phủ Mỹ". Cuốn băng được phát sóng trên nhiều mạng tin tức khác nhau trong tháng 12 năm 2001.
Ngày 16 tháng 9 năm 2001, Osama bin Laden đáp trả bằng cách đọc một bản tuyên bố, "Tôi nhấn mạnh rằng tôi không tiến hành điều này, nó được thực hiện bởi các cá nhân với mục tiêu riêng của họ". Bản tuyên bố được phát sóng trên kênh vệ tinh Al Jazeera của Qatar, cũng được phát sóng trên mạng lưới tin tức của Hoa Kỳ và thế giới. Phản ứng thứ hai của bin Laden xuất hiện vào ngày 28 tháng 11 trên Daily Ummat, một tờ nhật báo của Pakistan, "Tôi đã nói rằng tôi không dính líu đến các cuộc tấn công 11 tháng 9 tại Mỹ. Là một người Hồi giáo, tôi cố làm hết sức mình để khỏi phải nói dối. Tôi không biết gì về vụ tấn công, cũng không hề xem việc tàn sát phụ nữ và trẻ em vô tội, cùng những nhân mạng khác là một hành động thích đáng. Hồi giáo nghiêm cấm việc gây tổn hại cho phụ nữ, trẻ em vô tội và những người khác. Một hành vi như thế bị cấm đoán ngay cả khi đang ở trong thời chiến".
Tuy nhiên, không lâu sau cuộc bầu cử tổng thống Hoa Kỳ năm 2004, trong một tuyên bố ghi âm sẵn, bin Laden công khai thừa nhận sự dính líu của Al-Qaeda vào vụ tấn công, và nhận có quan hệ trực tiếp với vụ tấn công. Ông ta nói rằng cuộc tấn công được thực hiện bởi vì "chúng tôi là một dân tộc tự do không chịu chấp nhận bất công, và chúng tôi muốn giành lại tự do cho dân tộc chúng tôi".
Ngày 27 tháng 9 năm 2001, FBI thông báo hình ảnh của 19 không tặc, cùng các thông tin liên quan đến quốc tịch và bí danh của nhiều nghi can. Mười lăm không tặc đến từ Ả Rập Xê Út, hai từ Các Tiểu Vương quốc Ả Rập Thống nhất, một từ Ai Cập, và một từ Liban. Khác với nhân thân thường thấy của những kẻ đánh bom cảm tử, họ đều là những người trưởng thành và có học thức.
Theo kết luận của Ủy ban 11/9 trong bản tường trình báo cáo ngày 22 tháng 6 năm 2004, cuộc tấn công được lập kế hoạch và tiến hành bởi các đặc vụ của al-Qaeda. Ủy ban cho rằng al-Qaeda chi một khoản tiền từ 400.000 USD – 500.000 USD để lập kế hoạch và tiến hành vụ tấn công, nhưng nguồn gốc số tiền trên vẫn chưa được xác minh.

## Nguyên nhân
Theo nguồn tin chính thức từ chính phủ Hoa Kỳ, vụ tấn công là phù hợp với những gì Al-Qaeda tự nhận là sứ mạng của mình. Al-Qaeda bị nghi ngờ dính líu vào những vụ đánh bom các sứ quán Mỹ tại Kenya và Tanzania, tổ chức này cũng nhận trách nhiệm vụ tấn công khu trục hạm USS Cole của Hải quân Hoa Kỳ tại Yemen năm 2000.
Theo Hoa Kỳ, vụ tấn công là một phần trong kế hoạch "giết người Mỹ ở tất cả những nơi nào trên thế giới có thể" mà bin Laden đưa ra. Chiến dịch khủng bố này lợi dụng niềm tin tôn giáo và khởi phát từ một giáo lệnh (fatwa) ban hành năm 1998 bởi bin Laden, Ayman al-Zawahiri, Abu-Yasir Rifa'i Ahmad Taha, Shaykh Mir Hamzah, và Fazlur Rahman. Giáo lệnh này mở đầu với phần trích dẫn kinh Koran, "hãy giết những kẻ ngoại giáo bất cứ nơi nào ngươi tìm thấy chúng", và đi đến kết luận "nghĩa vụ của mỗi người Hồi giáo" là "giết người Mỹ ở khắp mọi nơi.". Họ cáo buộc Hoa Kỳ:
- Bóc lột nguồn tài nguyên vùng bán đảo Ả Rập.
- Lũng đoạn nền chính trị của các quốc gia trong vùng.
- Ủng hộ những chế độ và các vương triều bóc lột người dân trong khu vực Trung Đông, tức là áp bức nhân dân.
- Đặt các căn cứ quân sự tại bán đảo Ả Rập, tức là xâm phạm đất thánh của người Hồi giáo, nhằm mục tiêu đe doạ các nước Hồi giáo láng giềng.
- Âm mưu tạo mối bất hoà giữa các quốc gia Hồi giáo để làm suy yếu sức mạnh chính trị của khối này.
- Ủng hộ Israel và nỗ lực hướng sự quan tâm của quốc tế khỏi việc chiếm đóng Palestine.

Cuộc chiến Vùng Vịnh, kế đó là lệnh cấm vận và các vụ oanh tạc Iraq thực hiện bởi Hoa Kỳ, gần đây được trích dẫn như là chứng cớ cho những cáo buộc của bản giáo lệnh. Ngược lại với thái độ bất đồng của những người Hồi giáo ôn hoà, giáo lệnh này sử dụng các văn bản Hồi giáo nhằm biện minh cho những hành động bạo lực chống lại quân đội và công dân Mỹ cho đến khi tình hình được thay đổi: tuyên bố rằng "toàn thể chức sắc suốt trong dòng lịch sử Hồi giáo hoàn toàn đồng ý rằng thánh chiến (jihad) là bổn phận của mỗi cá nhân khi kẻ thù tìm cách hủy diệt các quốc gia Hồi giáo".
Những thông báo của Al-Qaeda ghi nhận được từ sau vụ tấn công hỗ trợ cho sự suy đoán này. Trong một băng video năm 2004, bin Laden rõ ràng là thừa nhận trách nhiệm trong vụ tấn công và nói rằng những hành động này là để "phục hồi sự tự do cho dân tộc chúng ta", để "trừng phạt kẻ xâm lược" và để phá hoại nền kinh tế nước Mỹ. bin Laden tuyên bố rằng mục tiêu kéo dài của cuộc thánh chiến là "làm chảy máu nước Mỹ đến khi nước này kiệt sức".
Cả Hoa Kỳ và Al-Qaeda đều cố trình bày cuộc tranh chấp này là cuộc chiến giữa Thiện và Ác.
Bản báo cáo của Ủy ban 11/9 khẳng định rằng thái độ thù nghịch của Khalid Shaikh Mohamed, người được xem là "kiến trúc sư trưởng" của vụ tấn công 9/11, xuất phát từ "sự bất đồng dữ dội với chính sách ngoại giao của Hoa Kỳ ủng hộ Israel". Động cơ tương tự cũng được quy cho tên không tặc lái máy bay đâm vào toà tháp đôi: Mohamed Atta được miêu tả bởi Ralph Bodenstein – người từng du hành, làm việc và nói chuyện với anh ta – như là "hoàn toàn tin rằng Hoa Kỳ muốn bảo vệ Israel".
Tuy nhiên, giáo lệnh năm 1998 của bin Laden được ban hành vào thời điểm ra đời thoả hiệp Oslo về Israel và Palestine, khi các bên tin rằng cuộc tranh chấp đang đến lúc chấm dứt bằng các thỏa hiệp.
Ngược lại, chính phủ Bush cho rằng Al-Qaeda bị thúc đẩy bởi lòng căm thù tinh thần tự do và dân chủ thể hiện bởi nước Mỹ, trong khi những nhà phân tích độc lập cho rằng động cơ chính của Al-Qaeda là khuyến khích tinh thần đoàn kết Hồi giáo bằng cách tập chú vào một kẻ thù chung, như thế về lâu về dài giúp dọn đường cho sự hình thành một trật tự thế giới mới theo cung cách Hồi giáo quá khích.

## Hậu quả
Vụ tấn công 11/9 đã ngay lập tức gây ra những phản ứng khác nhau, bao gồm những phản ứng trong nước, các tội phạm thù ghét, những phản ứng của người Hồi giáo trước sự kiện, những phản ứng của cộng đồng quốc tế với vụ việc, và các phản ứng của quân đội. Một chương trình bồi thường lớn đã nhanh chóng được bắt đầu bởi Quốc hội sau vụ việc để bồi thường cho các nạn nhân và gia đình của họ trong vụ tấn công.

### Phản ứng trực tiếp

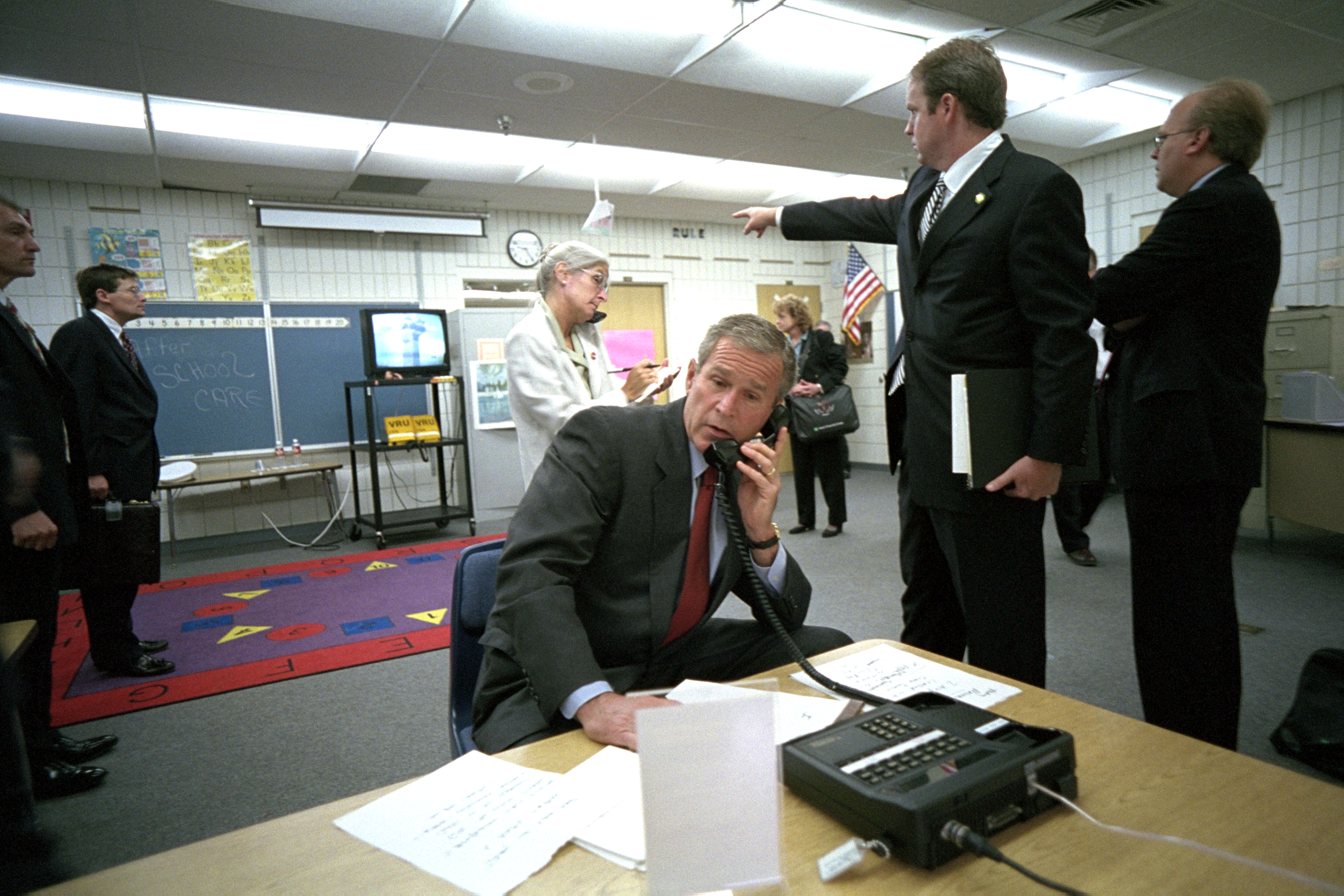
Tổng thống George W. Bush nghe báo cáo tóm tắt ở Sarasota, Florida, ông biết về vụ tấn công trong khi đang viếng thăm một ngôi trường tiểu học tại đây.

Vào lúc 8:32 sáng, FAA được thông báo Chuyến bay 11 đã bị không tặc và đã chuyển thông tin cho Bộ Chỉ huy Phòng không Bắc Mỹ (NORAD). NORAD đã điều hai chiếc F-15s từ Khu căn cứ Phòng không Otis tại Massachusetts và cả hai xuất phát lúc 8:53 sáng. Do liên lạc từ FAA bị chậm và không chắc chắn, NORAD chỉ chú ý tới Chuyến bay 11 trong vòng 9 phút, và không biết thêm thông tin gì về các chuyến bay khác trước khi chúng va chạm. Tới khi cả hai tòa tháp đã bị đâm thì mới có thêm chiến sĩ từ Khu căn cứ Không quân Langley tại Virginia vào lúc 9:30 sáng. Vào lúc 10:20 sáng, Phó Tổng thống Dick Cheney ra lệnh bắn hạ bất cứ máy bay dân dụng nào có khả năng được xác định là bị không tặc. Tuy nhiên, những mệnh lệnh này đã không tới kịp các chiến sĩ đang làm nhiệm vụ. Một số chiến sĩ lên đường xuất phát mà không được trang bị đạn dược, biết rằng để ngăn không tặc tấn công mục tiêu đã định sẵn, các phi công có thể sẽ phải can thiệp và đâm máy bay của mình vào các máy bay bị không tặc, và có thể sẽ phải thoát ra những giây cuối cùng.
Lần đầu tiên trong lịch sử Hoa Kỳ, Kế hoạch Kiểm soát An ninh Không phận và Không lưu (SCATANA) được kích hoạt, khiến hàng chục nghìn hành khách bị kẹt lại sân bay trên khắp thế giới. FAA đã đóng cửa không phận Mỹ với tất cả các chuyến bay quốc tế, khiến khoảng năm trăm chuyến bay phải quay lại hoặc chuyển hướng sang các quốc gia khác. Canada đã tiếp nhận 226 chuyến bay chuyển hướng và phải bắt đầu Chiến dịch Ruy băng Vàng để giải quyết số lượng lớn máy bay và hành khách bị kẹt lại tại đây.
Vụ tấn công 11/9 ngay lập tức tác động lên người dân Mỹ. Các sĩ quan cảnh sát và cứu hộ khắp đất nước cho dù đang trong ngày nghỉ, đã tới Thành phố New York để giúp nhận dạng các thi thể từ trong đống đổ nát của Tòa Tháp Đôi. Các hoạt động hiến máu khắp nước Mỹ cũng trở nên sôi động trong tuần sau vụ tấn công.
Hơn 3.000 trẻ em có cha hoặc mẹ thiệt mạng trong vụ tấn công. Các nghiên cứu sau đó đã ghi lại được phản ứng của những đứa trẻ về những mất mát và nỗi lo mất mạng sống, môi trường chăm sóc sau vụ tấn công và ảnh hưởng lên những người chăm sóc còn sống sót.

### Phản ứng trong nước
Sau vụ tấn công, tỷ lệ ủng hộ Tổng thống Bush tăng vọt lên 90%. Vào ngày 20 tháng 9 năm 2001, ông phát biểu trước toàn thể người dân và Quốc hội về sự kiện ngày 11 tháng 9 và những nỗ lực giải cứu và tái thiết trong chín ngày sau đó, và nói về những dự định của ông để phản ứng lại trước vụ tấn công. Vai trò to lớn của Thị trưởng Thành phố New York Rudy Giuliani đã giúp ông được khen ngợi không chỉ ở New York mà trên toàn quốc.
Nhiều quỹ ủng hộ được lập nên nhanh chóng để hỗ trợ các nạn nhân, với nhiệm vụ chính nhằm hỗ trợ về mặt tài chính cho những người sống sót sau vụ tấn công và các gia đình nạn nhân. Cho đến hạn chót ngày 11 tháng 9 năm 2003, 2.833 đơn xin bồi thường từ các gia đình nạn nhân đã được gửi đi.
Các phương án khẩn cấp để duy trì hoạt động của chính phủ và sơ tán các lãnh đạo cấp cao được triển khai ngay sau vụ tấn công. Tuy nhiên, Quốc hội vẫn chưa được thông báo về tình trạng tiếp tục hoạt động của chính phủ cho tới tháng 2 năm 2002.
Trong một nỗ lực tái cơ cấu chính phủ Hoa Kỳ lớn nhất trong lịch sử đương thời, Hoa Kỳ thực thi Đạo luật An ninh Nội địa vào năm 2002, thành lập nên Bộ An ninh Nội địa. Quốc hội cũng thông qua Đạo luật USA PATRIOT, cho rằng nó sẽ giúp phát hiện và truy tố các hành vi khủng bố và tội phạm khác. Các nhóm tự do dân sự đã chỉ trích Đạo luật PATRIOT, cho rằng nó cho phép cơ quan hành pháp xâm phạm vào sự riêng tư của công dân và loại bỏ đi quyền quản lý về mặt pháp lý các cơ quan hành pháp và tình báo trong nước. Trong một nỗ lực nhằm chống lại các hành động khủng bố trong tương lai, Cơ quan An ninh Quốc gia (NSA) được trao thêm quyền hạn. NSA đã bắt đầu giám sát không cần cho phép các phương tiện viễn thông, việc làm đôi khi bị chỉ trích vì cho phép cơ quan này "nghe lén điện thoại và liên lạc thư điện tử giữa Hoa Kỳ và những người ở hải ngoại mà không có sự đồng ý". Phản hồi trước những yêu cầu bởi nhiều cơ quan tình báo, Tòa án Giám sát Tình báo Nước ngoài Hoa Kỳ đã cho phép chính phủ Hoa Kỳ được mở rộng quyền hạn trong việc tìm kiếm, thu thập và chia sẻ thông tin từ công dân Hoa Kỳ cũng như những người nước ngoài trên toàn thế giới.

#### Tội phạm thù ghét

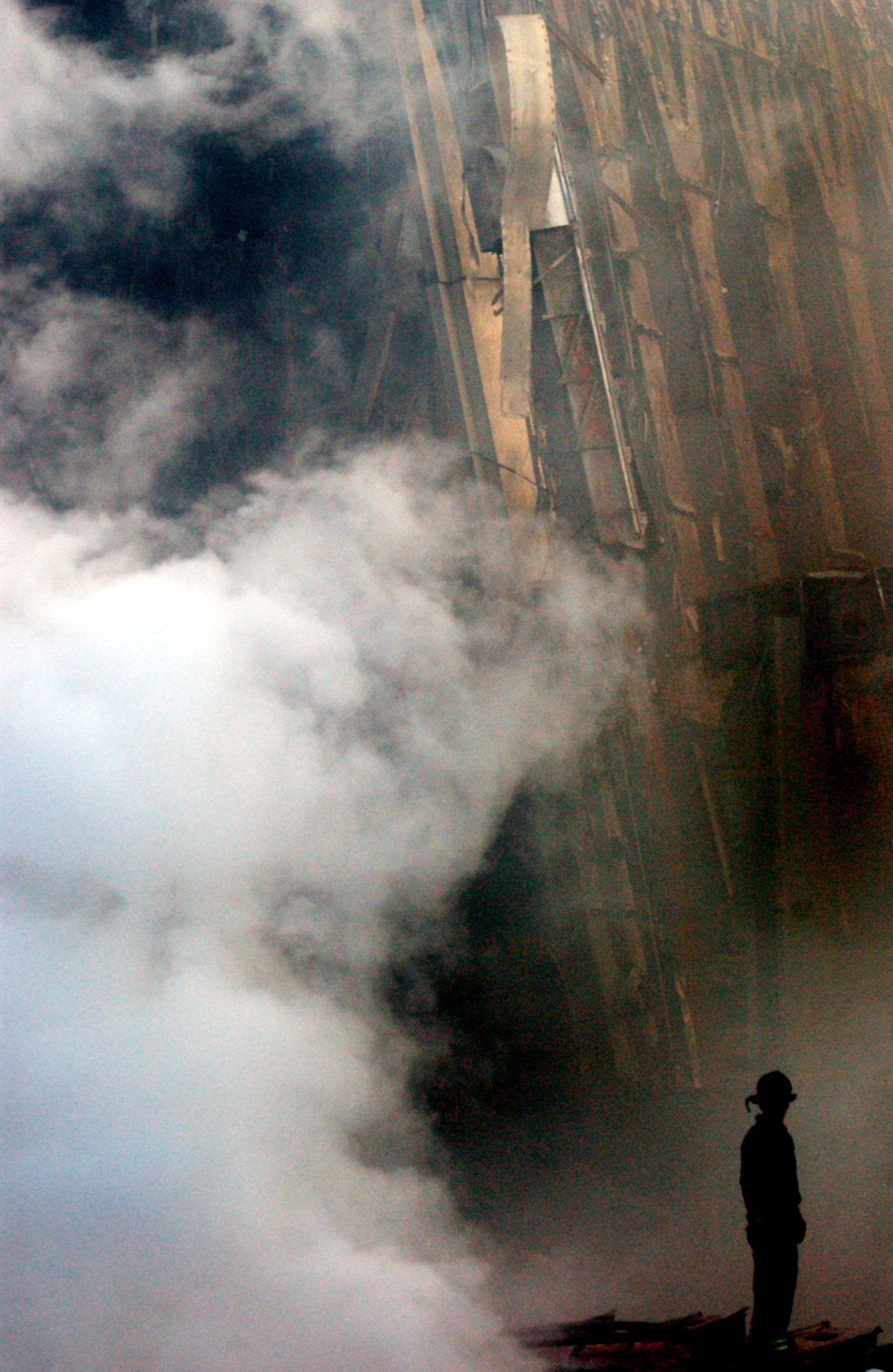
Một lính cứu hỏa đứng giữa đống đổ nát

Một thời gian ngắn sau vụ tấn công, Tổng thống Bush đã có buổi xuất hiện công chúng tại Trung tâm Hồi giáo lớn nhất Washington và thừa nhận "sự cống hiến cực kỳ giá trị" mà hàng triệu người Hồi giáo Mỹ đã làm cho đất nước và kêu gọi họ nên được "đối xử với sự tôn trọng".
Tuy nhiên, hàng loạt vụ việc quấy rối và tội phạm thù ghét chống lại người Hồi giáo và Nam Á đã được báo cáo trong những ngày sau vụ tấn công. Những người Sikh cũng bị nhằm vào vì nam giới theo đạo Sikh thường đeo khăn turban, loại khăn thường bị cho là có liên quan tới người Hồi giáo. Người ta đã báo cáo về những vụ tấn công tại các nhà thờ cùng với những địa điểm tôn giáo khác (bao gồm một vụ đánh bom tại một ngôi đền Hindu), và những vụ tấn công người, trong đó có một vụ sát hại: Balbir Singh Sodhi, một người Sikh bị nhầm là theo đạo Hồi, bị bắn chết vào ngày 15 tháng 9 năm 2001 ở Mesa, Arizona.
Theo một nghiên cứu học thuật, những người được coi là từ Trung Đông có khả năng trở thành nạn nhân của những vụ tội phạm thù ghét chống lại người theo đạo Hồi trong thời gian này. Nghiên cứu cũng cho thấy sự gia tăng tương tự các tội phạm thù ghét chống lại những người được coi là người Hồi giáo, Ả Rập và những người khác bị cho là có nguồn gốc Trung Đông. Một báo cáo của một nhóm vận động những người Mỹ gốc Nam Á có tên là South Asian Americans Leading Together, đã ghi lại những bài viết truyền thông về 645 vụ việc tấn công thù ghét những người Mỹ gốc Nam Á hoặc Trung Đông từ ngày 11 tới 17 tháng 9. Nhiều loại tội phạm như phá hoại, cố ý đốt nhà, tấn công, xả súng, hành hung và đe dọa ở nhiều nơi đã được ghi lại.

#### Phản ứng của người Hồi giáo Mỹ
Các tổ chức Hồi giáo tại Mỹ đã nhanh chóng lên án vụ tấn công và kêu gọi "người Mỹ Hồi giáo bằng khả năng và nguồn lực của mình giúp làm dịu đi nổi đau của những người và gia đình bị ảnh hưởng". Các tổ chức này bao gồm Cộng đồng Hồi giáo Bắc Mỹ (Islamic Society of North America), Liên minh Hồi giáo Mỹ (American Muslim Alliance), Hội đồng Hồi giáo Mỹ (American Muslim Council), Hội đồng Quan hệ Mỹ-Hồi giáo (Council on American-Islamic Relations), Nhóm Hồi giáo Bắc Mỹ (Islamic Circle of North America) và Hiệp hội Học giả Shari'a Bắc Mỹ (Shari'a Scholars Association of North America). Cùng với việc quyên góp tiền, nhiều tổ chức Hồi giáo còn tham gia hiến máu, trợ giúp về y tế, thức ăn và chỗ ở cho các nạn nhân.

### Phản ứng quốc tế
Vụ tấn công đã bị lên án mạnh mẽ bởi giới truyền thông và các chính phủ trên toàn cầu. Hầu hết các quốc gia khắp thế giới đã bày tỏ sự đồng cảm và mong muốn hỗ trợ cho nước Mỹ, kể cả những nước có quan hệ thù địch với Mỹ vào thời điểm đó như Cuba, Iran, Libya và Bắc Triều Tiên.. Các nước Albania, Ireland, Israel, Canada, Croatia, Hàn Quốc và Cộng hòa Séc đã tuyên bố quốc tang một ngày.
Các hoạt động tưởng niệm đã diễn ra ở rất nhiều nước trên thế giới, kể cả các hoạt động có tổ chức lẫn các hoạt động tự phát. Ở Thụy Điển, Na Uy và Phần Lan, những chiếc xe điện và xe buýt đi trên đường đã tạm dừng lại để bày tỏ lòng thương tiếc, và ở Nga, các đài truyền hình và đài phát thanh đã giành một phút im lặng để tưởng nhớ những người chết vô tội. Ở Hungary, lính cứu hỏa buộc những chiếc ruy băng đen vào xe cứu hỏa của họ để tưởng niệm các nạn nhân trong vụ khủng bố. Ở Azerbaijan, Nhật Bản, Greenland, Bulgaria và Tajikistan, mọi người tập trung đông đảo tại các quảng trường, cùng nhau thắp nến cầu nguyện và thì thầm những lời chúc tốt đẹp. Trên đường phố thủ đô Pretoria của Nam Phi, những đứa trẻ ngồi trên vai của cha mẹ chúng, trên tay vẫy những lá cờ Mỹ. Hàng ngàn người dân ở Indonesia tập trung trên một bãi biển để cầu nguyện cho những người xấu số. Ở Moscow, đã ghi lại hình ảnh những người phụ nữ Nga không biết nói tiếng Anh và chưa từng đến Mỹ đang khóc nức nở trước một khu vực tưởng niệm tạm bợ trên vỉa hè dành cho các nạn nhân của vụ tấn công. Tại Bắc Kinh, hàng chục ngàn người đã đến thăm Đại sứ quán Hoa Kỳ, để lại hoa, thiệp, vòng hoa tang lễ và những lá thư viết tay chia buồn. Ở Bỉ, mọi người nắm tay nhau, tạo thành một hàng dài người trước Trung tâm Thương mại Thế giới Brussels, cùng với đó là hàng trăm ngàn người ở Canada, Albania và Sierra Leone đã diễu hành trên đường phố nhằm thể hiện sự đoàn kết với người dân Mỹ .
Ở Pháp, tiếng chuông huyền thoại của nhà thờ Đức Bà vang vọng khắp thủ đô Paris để tưởng nhớ tất cả những người đã thiệt mạng trong vụ khủng bố. Tờ báo Pháp Le Monde xuất bản một bài viết đăng lên trang nhất với tựa đề: "ngày hôm nay, tất cả chúng ta đều là người Mỹ" .
Cả thế giới cùng hướng về nước Mỹ: người Cuba cung cấp vật tư y tế, người Kyrgyzstan, Turkmenistan, Uzbekistan và Kazakhstan cung cấp hỗ trợ hàng không, người Israel và Kuwait xếp hàng tham gia hiến máu, cùng với đó là hàng chục nhà lãnh đạo thế giới khác tuyên bố sát cánh với nước Mỹ trong cuộc chiến chống khủng bố . Giáo hoàng John Paul II đọc một bài diễn văn tại Quảng trường Thánh Peter, trong đó ông gọi vụ khủng bố là "một cuộc tấn công kinh hoàng chống lại nền hòa bình" và "một cuộc tấn công khủng khiếp chống lại phẩm giá con người": "Tôi cầu xin Chúa ban cho người dân Mỹ sức mạnh và lòng can đảm mà họ cần vào thời khắc đau buồn và đầy thử thách này" .
Các nhà lãnh đạo ở hầu hết các quốc gia Trung Đông và thậm chí cả chính quyền Taliban ở Afghanistan cũng đã lên án vụ tấn công. Riêng Iraq là một ngoại lệ, với một tuyên bố chính thức của nhà lãnh đạo Saddam Hussein rằng: "những gã cao bồi Mỹ đang hứng chịu hậu quả tội ác của họ chống lại nhân loại".. Tuy vậy, vài tháng sau đó, Saddam Hussein cũng đã gửi email cho một công dân Mỹ để gửi lời chia buồn cá nhân về vụ tấn công ngày 11 tháng 9 . Chính phủ Ả Rập Xê Út đã chính thức phản đối vụ tấn công, mặc dù một số người ở đây ủng hộ động cơ của bin Laden. Mặc dù Tổng thống Chính quyền Palestine (PA) Yasser Arafat cũng đã lên tiếng phản đối, người ta đã báo cáo về một số buổi ăn mừng tại Bờ Tây, Dải Gaza và Đông Jerusalem—các phóng viên đã quay lại được cảnh 3.000 người Palestine đang nhảy múa trên đường phố và phân phát kẹo ở Nablus bất chấp các cảnh báo của PA rằng họ không thể đảm bảo sự an toàn của các nhà báo tác nghiệp tại đây. Các sự kiện tương tự cũng diễn ra tại Amman, Jordan, nơi có nhiều người gốc Palestine. Giống như tại Hoa Kỳ, vụ tấn công đã làm gia tăng căng thẳng giữa các nước Hồi giáo và các nước khác.
Nghị quyết 1368 của Hội đồng Bảo an Liên Hợp Quốc đã lên án vụ tấn công, và bày tỏ sự sẵn sàng chuẩn bị các bước cần thiết nhằm đáp trả và đấu tranh với mọi loại hình khủng bố theo như Hiến chương của họ. Nhiều nước đã đưa ra các luật chống khủng bố và đóng băng các tài khoản ngân hàng nghi là có dính líu tới al-Qaeda. Các cơ quan hành pháp và tình báo ở một số nước đã bắt giữ các tên khủng bố bị tình nghi.
Thủ tướng Anh Tony Blair cho biết nước Anh "sát cánh" cùng với Hoa Kỳ. Một vài ngày sau đó, Blair đã bay tới Washington để khẳng định sự đoàn kết của Anh với Hoa Kỳ. Trong một bài phát biểu trước Quốc hội chín ngày sau vụ tấn công, khi đó Blair đã tới dự với tư cách khách mời, Tổng thống Bush tuyên bố "Nước Mỹ không có người bạn nào đích thực hơn Anh." Sau đó, Thủ tướng Blair đã bắt đầu hai tháng ngoại giao kêu gọi quốc tế hành động quân sự; ông đã tổ chức 54 cuộc hợp với các nhà lãnh đạo thế giới và đã di chuyển hơn 60.000 km.

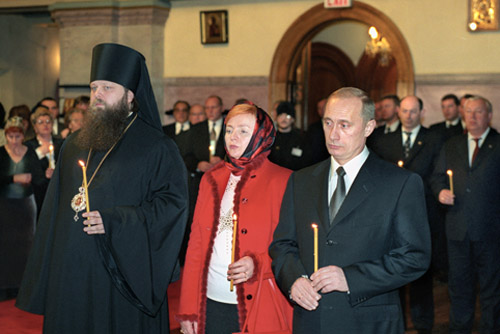
Vladimir Putin (phải) cùng người vợ lúc bấy giờ là Lyudmila Putina (giữa) dự lễ tưởng niệm nạn nhân vụ tấn công 11/9 vào ngày 16 tháng 11 năm 2001

Hàng chục ngàn người đã tìm cách thoát khỏi Afghanistan sau vụ tấn công do lo sợ bị Hoa Kỳ đáp trả. Pakistan, đã là nơi ở của nhiều người Afghanistan tỵ nạn từ các cuộc xung đột trước đó, đã phải đóng cửa biên giới với Afghanistan vào ngày 17 tháng 9 năm 2001. Khoảng một tháng sau vụ tấn công, Hoa Kỳ dẫn đầu một liên minh quân sự quốc tế nhằm lật đổ lực lượng Taliban khỏi Afghanistan do đã che giấu cho al-Qaeda. Mặc dù chính quyền Pakistan ban đầu không tham gia vào khối liên minh với Hoa Kỳ chống lại Taliban, họ vấn cho phép đổ bộ vào các căn cứ quân sự của họ, và đã bắt giữ và bàn giao cho Hoa Kỳ hơn 600 người bị tình nghi là thành viên của al-Qaeda.
Hoa Kỳ đã dựng lên trại giam Vịnh Guantanamo nhằm giữ những tù binh được xác định là "binh sĩ địch bất hợp pháp". Tính hợp pháp của những trại giam này đã bị Liên minh châu Âu và các tổ chức nhân quyền đặt dấu hỏi.
Vào ngày 25 tháng 9 năm 2001, Tổng thống thứ năm của Iran, Mohammad Khatami trong cuộc gặp với Ngoại trưởng Anh Jack Straw đã nói: "Iran hoàn toàn hiểu được cảm giác của người Mỹ về các cuộc tấn công khủng bố tại New York và Washington vào ngày 11 tháng 9." Ông nói rằng mặc dù chính quyền Mỹ dù đã không có quan tâm tới các chiến dịch khủng bố tại Iran (từ năm 1979), người Iran vẫn có cảm nhận khác và đã bày tỏ sự đồng cảm với các gia đình nạn nhân ở Mỹ trong thảm kịch tại hai thành phố này. Ông cũng nói rằng "Các quốc gia không nên bị trừng phạt, mà là những kẻ khủng bố."  Theo trang web của Radio Farda, khi tin tức về vụ tấn công được phát đi, một số công dân Iran đã tụ tập trước cửa Đại sứ quán Thụy Sỹ tại Tehran, là cơ quan đại diện cho quyền lợi của Hoa Kỳ tại Iran, để bày tỏ sự cảm thông và một số người còn thắp những ngọn nến để tỏ lòng tiếc thương. Bài viết này trên trang web của Radio Farda cũng cho biết vào năm 2011, vào ngày kỷ niệm vụ tấn công, Bộ Ngoại giao Hoa Kỳ đã đăng tải một bài viết trên trang blog của Bộ, cảm ơn sự cảm thông của người dân Iran và nói rằng họ sẽ không bao giờ quên lòng tốt của người Iran trong những ngày khó khăn ấy. Sau vụ tấn công, cả Tổng thống và Lãnh tụ Tối cao của Iran đã lên án vụ tấn công này. BBC và tạp chí Time đã xuất bản các tin bài về những buổi thắp nến tưởng niệm cho các nạn nhân vụ tấn công bởi những người dân Iran trên trang web của họ. Theo Politico Magazine, sau vụ tấn công, Sayyed Ali Khamenei, Lãnh tụ Tối cao Iran, đã tạm thời "ngừng câu khẩu hiệu 'Cái chết cho nước Mỹ' ở những buổi cầu nguyện Thứ Sáu".

## Trung tâm Thương mại Thế giớisụp đổ
Có nhiều ý kiến xung quanh sự sụp đổ của toà tháp đôi, những cuộc tranh luận sôi nổi bàn về nguyên nhân của sự sụp đổ thu hút nhiều kỹ sư về cấu trúc, kiến trúc sư và các cơ quan hữu quan thuộc chính phủ liên bang. Thiết kế của toà tháp đôi chứa đựng nhiều phát kiến mới khác với các tòa nhà chọc trời được xây dựng trước đó. Mặc dù lực va chạm khi máy bay phản lực đâm vào và các đám cháy bùng phát sau đó là chưa từng xảy ra trong lịch sử thảm hoạ ngành xây dựng, một số kỹ sư tin quyết rằng những toà nhà chọc trời được xây dựng theo thiết kế truyền thống (như Empire State Building ở thành phố New York và toà tháp đôi Petronas của Malaysia) sẽ chịu đựng tốt hơn trong một tình huống như thế, có lẽ vẫn có thể tồn tại. Nếu lập luận trên là đúng, thì các toà nhà chọc trời khác có cùng một kiểu thiết kế với toà tháp đôi WTC (như Tháp Sears và Trung tâm John Hancock ở Chicago) đang bị nguy cơ sụp đổ hoàn toàn tự nhiên hoặc vì một vài đám cháy nho nhỏ như Trung tâm thương mại thế giới số 7 cao 186 mét (610 feet) sụp đổ vào 5 giờ 20 chiều ngày 11 tháng 9 năm 2001 trong không đầy 7 giây và được người dẫn chương trình của kênh CBS Dan Rather nhận xét trong chương trình truyền hình trực tiếp là lần thứ 3 ngày hôm nay, các vụ sụp đổ này (bao gồm 3 vụ ngày hôm đó, WTC1 và WTC2 vào buổi sáng và WTC7 vào buổi chiều) trông rất giống những vụ nổ có kiểm soát được thấy nhiều trên truyền hình khi người ta kích nổ những khối thuốc nổ được đặt chính xác từ trước để làm sập chúng.
Một cuộc điều tra cấp liên bang về an toàn phòng cháy và kỹ thuật xây dựng được tiến hành bởi Học viện Định chuẩn và Kỹ thuật Quốc gia thuộc Bộ Thương mại Hoa Kỳ, hoàn tất ngày 6 tháng 4 năm 2005, thanh tra về công trình xây dựng, vật liệu và các điều kiện kỹ thuật đã góp phần gây ra thảm hoạ WTC. Cuộc thanh tra được tiến hành nhằm phục vụ các mục tiêu sau:
- Cải thiện phương pháp thiết kế, xây dựng, bảo dưỡng và sử dụng các toà nhà.
- Cải thiện dụng cụ và phương pháp hướng dẫn dành cho các viên chức thuộc các ngành chức năng về an toàn và công nghiệp.
- Chỉnh sửa và xây dựng bộ luật, định chuẩn và thực hành phòng cháy chữa cháy.
- Cải thiện An toàn công cộng.

Bản tường trình kết luận rằng khả năng chịu lửa của cấu trúc thép tòa tháp đôi đã mất tác dụng ngay khi máy bay va chạm toà nhà, nếu điều này không xảy ra chắc chắn tòa nhà vẫn còn trụ được. Hơn nữa, bản tường trình cũng khẳng định cầu thang của toà nhà đã không được gia cố đúng mức hầu có thể cung ứng lối thoát cho những người ở bên trên điểm va chạm.

## Chiến tranh chống Khủng bố
Nhiều người Mỹ cho rằng vụ tấn công khủng bố 11/9 "đã vĩnh viễn làm thay đổi thế giới": Nước Mỹ đang bị đặt trong nguy cơ bị tấn công khủng bố mà trước đây đất nước này chưa từng bị. Hoa Kỳ tuyên chiến chống khủng bố với mục tiêu đem Osama bin Laden ra trước công lý và ngăn chặn sự xuất hiện của những mạng lưới khủng bố khác. Các mục tiêu này sẽ được thực hiện bằng những phương tiện như cấm vận kinh tế và quân sự đối với các quốc gia được xem là dung dưỡng thành phần khủng bố, cùng lúc gia tăng các biện pháp giám sát toàn cầu và chia sẻ thông tin tình báo. Liên minh quân sự do Hoa Kỳ dẫn đầu tiến hành tấn công Taliban tại Afghanistan. Cùng với Hoa Kỳ, các quốc gia khác đang phải đối phó với các hoạt động khủng bố như Philippines và Indonesia cũng gia tăng sự chuẩn bị về mặt quân sự. Tổng thống Bush cũng nhận được sự ủng hộ lớn của nhiều quốc gia trên thế giới, kể cả Nga (cũng bị khủng bố bởi các nhóm Hồi giáo cực đoan) và Trung Quốc, trong việc hợp tác chống khủng bố toàn cầu.
Nhiều nước khác, trong đó có Anh, Đức, Pháp, Trung Quốc, Nga, Indonesia, Pakistan, Jordan, Mauritius, Uganda và Zimbabwe thông qua luật "chống khủng bố" và cho đóng băng các tài khoản ngân hàng của các doanh nghiệp hoặc cá nhân bị tình nghi có liên quan đến al-Qaeda. Các cơ quan tình báo và thi hành pháp luật tại một số quốc gia như Ý, Malaysia, Indonesia và Philippines bắt giữ nhiều nghi can khủng bố với mục đích đập tan những nhóm vũ trang trên toàn thế giới. Chiến dịch này dấy lên nhiều tranh cãi khi những người chỉ trích như Ủy ban Bill of Rights Defense cho rằng những hạn chế truyền thống trên các hoạt động theo dõi của liên bang nay đã bị bãi bỏ bởi Đạo luật PATRIOT; các tổ chức quyền tự do công dân như American Civil Liberties Union (ACLU) và Liberty cho rằng một số quyền con người đang bị nguy cơ hủy bỏ. Hoa Kỳ cho thiết lập một trại giam tại vịnh Guantanamo, Cuba để cầm giữ những "binh sĩ thù địch bất hợp pháp". Tính hợp pháp của các trại giam này hiện đang bị tra vấn bởi một số quốc gia thành viên của Liên minh châu Âu, Tổ chức các quốc gia châu Mỹ và Tổ chức Ân xá Quốc tế.

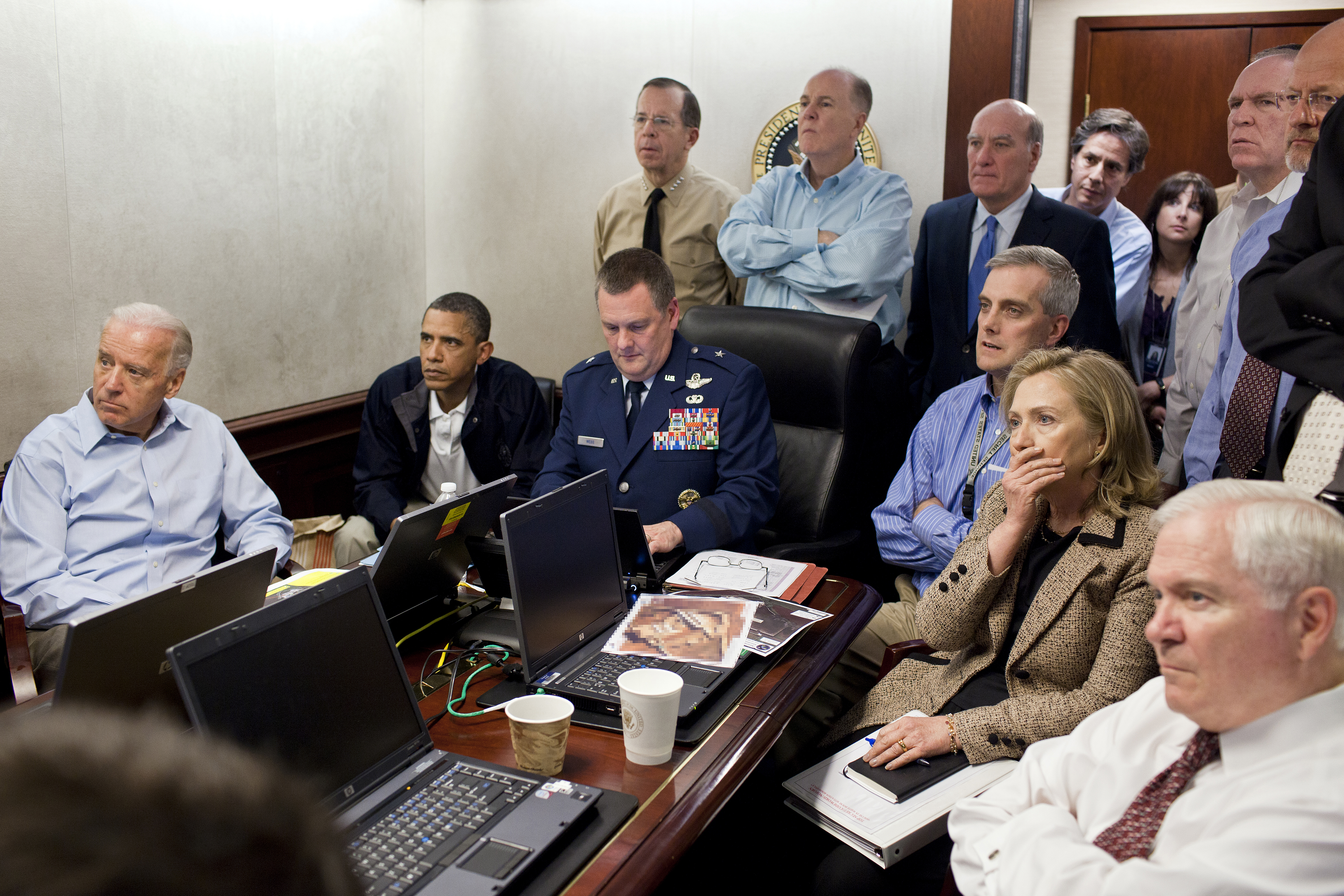
Tổng thống Barack Obama và các viên chức cao cấp Hoa Kỳ đang theo dõi diễn biến Chiến dịch Neptune Spear dẫn đến việc tiêu diệt Osama bin Laden ngày 2 tháng 5 năm 2011.

Bên trong nước Mỹ, Tổng thống Bush tiến hành một đợt tái cấu trúc cơ cấu chính phủ lớn nhất trong lịch sử đương đại của đất nước này với quyết định thành lập Bộ An ninh Nội địa. Quốc hội thông qua đạo luật USA PATRIOT (Uniting and Strengthening America by Providing Appropriate Tools Required to Intercept and Obstruct Terrorism – Thống nhất và Củng cố nước Mỹ bằng cách Cung ứng những Phương tiện Thích ứng Cần có để Ngăn chặn Khủng bố), giải thích rằng đạo luật này sẽ giúp dò tìm và truy tố những phần tử khủng bố và tội phạm khác trong tương lai.
Các nhóm bảo vệ quyền tự do của công dân phê phán đạo luật PATRIOT, nói rằng đạo luật này cho phép các cơ quan thi hành pháp luật xâm phạm sự riêng tư của công dân và hạn chế quyền giám sát tư pháp trên các cơ quan thi hành pháp luật và trên công tác thu thập tin tình báo. Chính phủ Bush viện dẫn biến cố 11/9 như là lý do để tiến hành một chiến dịch bí mật của Cơ quan An ninh Quốc gia nhằm "theo dõi các liên lạc bằng điện thoại và thư điện tử giữa Hoa Kỳ và nước ngoài mà không cần sự cho phép của tòa án".
Biến cố 9/11 đã đem lại nhiều ủng hộ trong dư luận người Mỹ cho chính sách cứng rắn của Tổng thống Bush. Sau ngày vụ khủng bố xảy ra, sự ủng hộ của dân chúng Mỹ và uy tín của Tổng thống Bush, đang từ ở mức trung bình trên 50% dân chúng Mỹ ủng hộ, bỗng vọt lên ở mức cao trên 90%, đây là mức uy tín cao nhất trong lịch sử của dân chúng Mỹ dành cho một vị tổng thống. Tuy nhiên, chỉ số uy tín này đã giảm đáng kể, khi thu-chi ngân sách bị thâm hụt nghiêm trọng và quân đội Mỹ sa lầy và thất bại trong việc bình định tại Iraq, đến năm 2005, mức ủng hộ của dân chúng dành cho TT Bush có lúc xuống còn 34%. Chính sách cứng rắn của Mỹ, mặc dù vì lợi ích chung là chống khủng bố nhưng đã tạo hình ảnh xấu và đã gây mâu thuẫn với đồng minh. Lần đầu tiên, các đồng minh then chốt của Mỹ trong khối NATO mâu thuẫn với Mỹ rất gay gắt và tìm cách tạo 1 thế đối trọng khác trong khu vực. Hoa Kỳ nhận thức rõ điều này và đã bắt đầu có những điều chỉnh trong các chính sách ngoại giao.

## Tái thiết

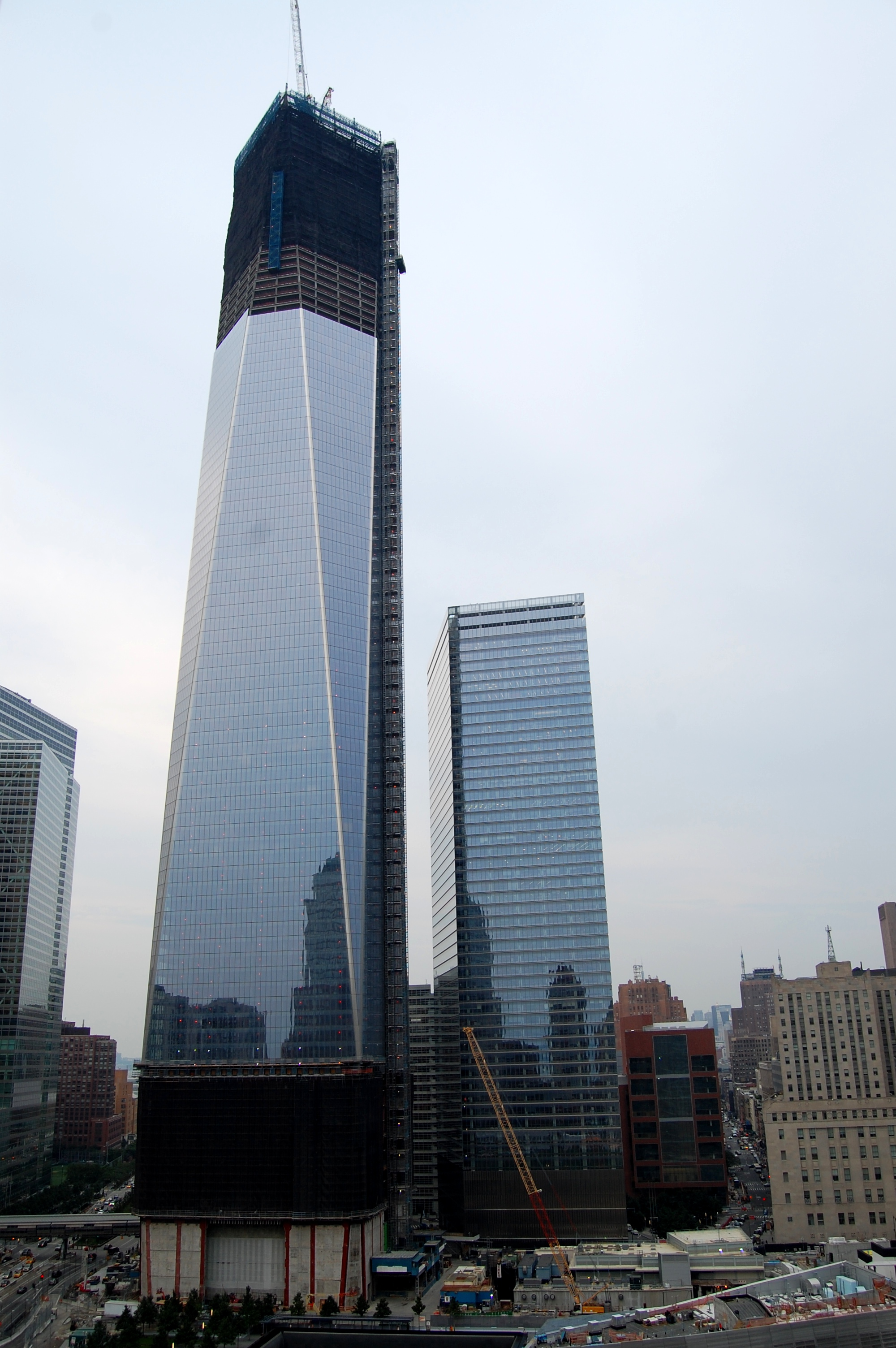
One World Trade Center đang được xây dựng, 3 tháng 8 năm 2012.

Ngay sau khi xảy ra vụ tấn công, Thị trưởng New York, Rudy Giuliani, tuyên bố, "Chúng ta sẽ xây dựng lại. Từ biến cố này chúng ta sẽ trở nên mạnh mẽ hơn bao giờ hết, mạnh mẽ hơn về chính trị, mạnh mẽ hơn về kinh tế. Đường chân trời sẽ được hàn gắn lại." Đến tháng 5 năm 2002, đống đổ nát được dọn sạch, tuy vẫn có những lời chỉ trích rằng nỗ lực không tương xứng với ngân quỹ khổng lồ dành cho công tác này.
Khu vực bị hư hại của Lầu Năm Góc đã được tái thiết chỉ một năm sau khi bị tấn công.
Ngay tại địa điểm của những tòa nhà đổ nát, người ta xây dựng những kiến trúc mới. Tại địa điểm trước là tòa nhà số 7 của WTC nay là tòa cao ốc văn phòng hoàn tất vào ngày 23 tháng 5 năm 2006. One World Trade Center (1 WTC) được xây dựng có độ cao 1,776 ft (541 m) tương ứng với năm nước Mỹ giành độc lập (năm 1776), trở thành tòa nhà cao nhất Tây Bán Cầu, và là cao ốc cao thứ ba trên thế giới. Đến tháng 11 năm 2014, công trình này chính thức đi vào hoạt động. Tòa nhà Four World Trade Center (4 WTC) đã được khai trương vào ngày 13 tháng 11 năm 2013, còn Three World Trade Center (3 WTC) được khánh thành vào ngày 11 tháng 6 năm 2018.

## Tưởng niệm
Trong những ngày sau khi xảy ra vụ tấn công, nhiều buổi tưởng niệm và canh thức được tổ chức trên khắp thế giới. Còn ngay tại Bình địa, ảnh của các nạn nhân xuất hiện khắp mọi chỗ. Một người có mặt ở đó thuật lại rằng "không có cách nào tránh khỏi những khuôn mặt của các nạn nhân vô tội. Ảnh của họ hiện diện khắp mọi nơi, tại trạm điện thoại, đính vào trụ đèn đường, trên tường trạm xe điện ngầm. Mọi thứ ở đây khiến tôi liên tưởng đến một đám tang vĩ đại, mọi người buồn bã và lặng lẽ, nhưng rất thân ái với nhau. Trước đó, New York cho tôi cảm giác lạnh lẽo, nhưng bây giờ mọi người tìm đến giúp đỡ lẫn nhau."

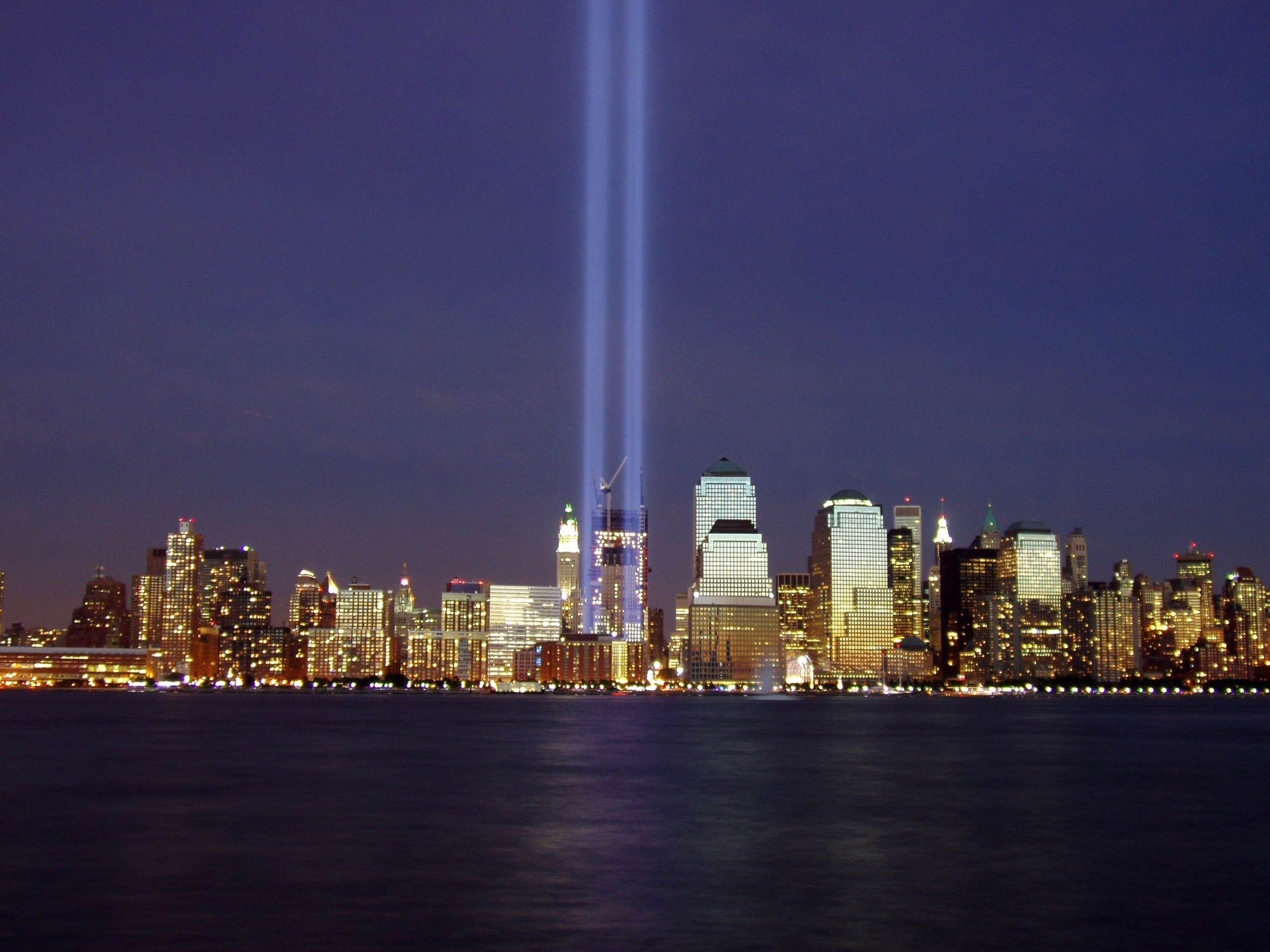
Tác phẩm Tribute in Light, với 2 cột sáng biểu trưng cho Tòa Tháp Đôi.

Tại Lầu Năm Góc, khu tưởng niệm được khánh thành ngày 11 tháng 9 năm 2008, với một công viên thoáng đãng có 184 chiếc ghế dài hướng về Lầu Năm Góc. Sau khi được sửa chữa trong năm 2001-2002, người ta xây dựng một nhà nguyện và một tượng đài ngay tại địa điểm chuyến bay 77 đâm xuống tòa nhà.
Thiết kế cho Đài tưởng niệm Quốc gia Chuyến bay 93 được gọi là Crescent of Embrace gây ra tranh cãi vì thiết kế một hình trăng lưỡi liềm (crescent) lớn màu đỏ hướng đến Mecca. Do áp lực của công chúng, người ta cho biết đài tưởng niệm này sẽ được thiết kế lại để tránh sự nhầm lẫn với biểu trưng của Hồi giáo.
Bản thiết kế của Michael Arad cho đài tưởng niệm Reflecting Absence được tuyển chọn vào tháng 8 năm 2006 qua một cuộc thi, với hai hồ phản chiếu đặt tại chân của hai tòa tháp, bao quanh bởi tên của các nạn nhân ghi chìm dưới đất.
Bên cạnh việc xây dựng các đài tưởng niệm, một số người thân và bạn bè của những nạn nhân vụ tấn công ngày 11 tháng 9 thành lập quỹ tưởng niệm, quỹ học bổng và các chương trình từ thiện nhằm tôn vinh những người thân yêu đã mất.
Hiện trường, nơi trước kia tọa lạc Tháp đôi tại New York nay được gọi là Ground Zero (Khu vực số không), nơi đây đã tiến hành xây cất tòa nhà One World Trade Center cao 541 m và 3 tòa nhà chọc trời được xây trên một hình bán nguyệt xung quanh khu tưởng niệm các nạn nhân trong vụ khủng bố, công trình hoàn thành vào năm 2014.

## Trong văn hoá đại chúng
Vở kịch "The Guys" của Anne Nelson hướng vào hồi ức và cảm xúc của một người sống sót, một sĩ quan thuộc lực lượng cứu hoả, một nhà văn đã tìm đến để giúp anh viết những bài điếu văn dành cho các đồng đội đã thiệt mạng trong thảm họa. Vở kịch được công diễn lần đầu vào ngày 4 tháng 12 năm 2001.
Extremely Loud and Incredibly Close, tiểu thuyết của Jonathan Safran Foer xuất bản năm 2005, là một trong những tác phẩm đầu tiên viết về vụ khủng bố. Cuốn sách được dẫn dắt theo lời kể của một cậu bé chín tuổi, Oskar Schell, cha của cậu đang ở trên tầng cao của Trung tâm Thương mại Thế giới khi hai chiếc máy bay phản lực đâm vào toà tháp đôi. Để kìm chế nỗi buồn khôn nguôi và đè nén những tưởng tượng kinh hoàng về thảm họa mà cha cậu phải gánh chịu, Oskar dấn mình vào một cuộc phiêu lưu trong tâm trí để truy tìm ra điều mà cậu hy vọng là sự bí mật của cha cậu. Trong cuộc phiêu lưu của trí tưởng tượng này Oskar vượt qua những nỗi sợ hãi vô căn cứ và an ủi nhiều linh hồn đau thương.
Tác phẩm điện ảnh của Oliver Stone, Trung tâm Thương mại Thế giới, là câu chuyện kể về hai nhân viên thuộc Cơ quan quản lý cảng biển, John McLoughlin (Nicolas Cage) và Will Jimeno (Michael Pena), là những người tham gia vào công tác cứu hộ sau cùng còn sống sót và được toán cứu hộ đem ra khỏi khu bình địa (ground zero). Cuốn phim được trình bày như là một câu chuyện cảm động về những cư dân bình thường của thành phố New York tìm cách giúp đỡ lẫn nhau ngay giữa một cơn thảm họa khủng khiếp. Cuốn phim được bắt đầu trình chiếu trên toàn quốc (Hoa Kỳ) ngày 9 tháng 8 năm 2006.